# Historia tramwajów w Krakowie
Historia tramwajów w Krakowie sięga roku 1882, kiedy uruchomiono pierwszą linię tramwaju konnego. W 1901 roku zastąpiły je tramwaje elektryczne. Początkowo były to pojazdy wąskotorowe, a od 1913 roku zaczęły funkcjonować również pojazdy o normalnotorowym rozstawie osi. Dwa systemy współistniały do 1953 roku, kiedy to ostatecznie zlikwidowano sieć wąskotorową. Funkcjonująca sieć normalnotorowa jest rozbudowywana.

## Geneza

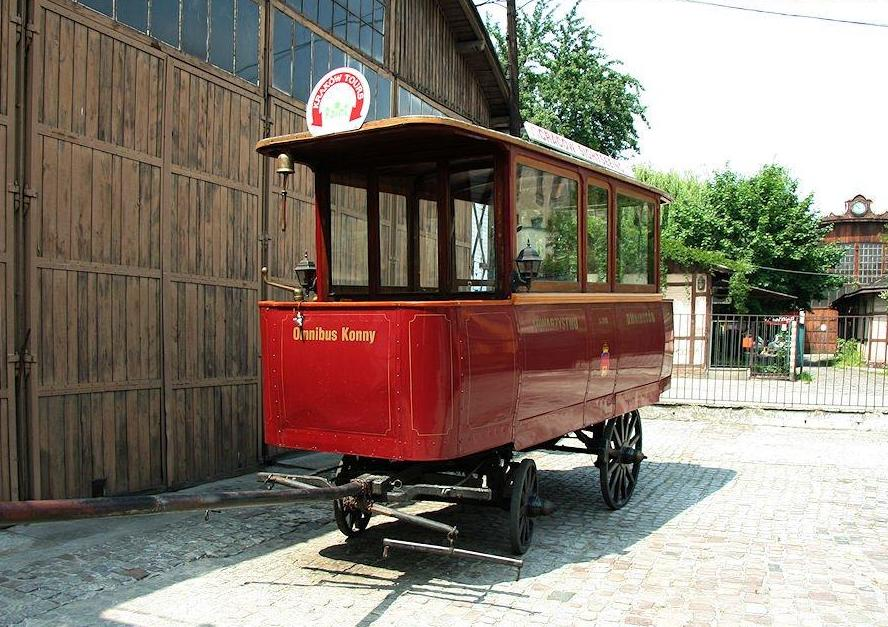
Odrestaurowany omnibus konny ze zbiorów Muzeum Inżynierii Miejskiej

Początki zbiorowej komunikacji miejskiej w Krakowie sięgają linii omnibusu konnego kursująca spod Dworca Głównego do mostu Podgórskiego w dzielnicy Kazimierz. Dokładna data jej uruchomienia nie jest znana; linia funkcjonowała w 1867 roku, z tego roku znane są koncesje na jej prowadzenie. Ich pierwsza regularna linia została uruchomiona w 1875 r. Datę tę uznaje się obecnie za początek komunikacji miejskiej w Krakowie. Obsługiwały ją dwie firmy, lecz jakość usług diametralnie odstawała od oczekiwań władz miasta oraz mieszkańców.

## Tramwaje konne

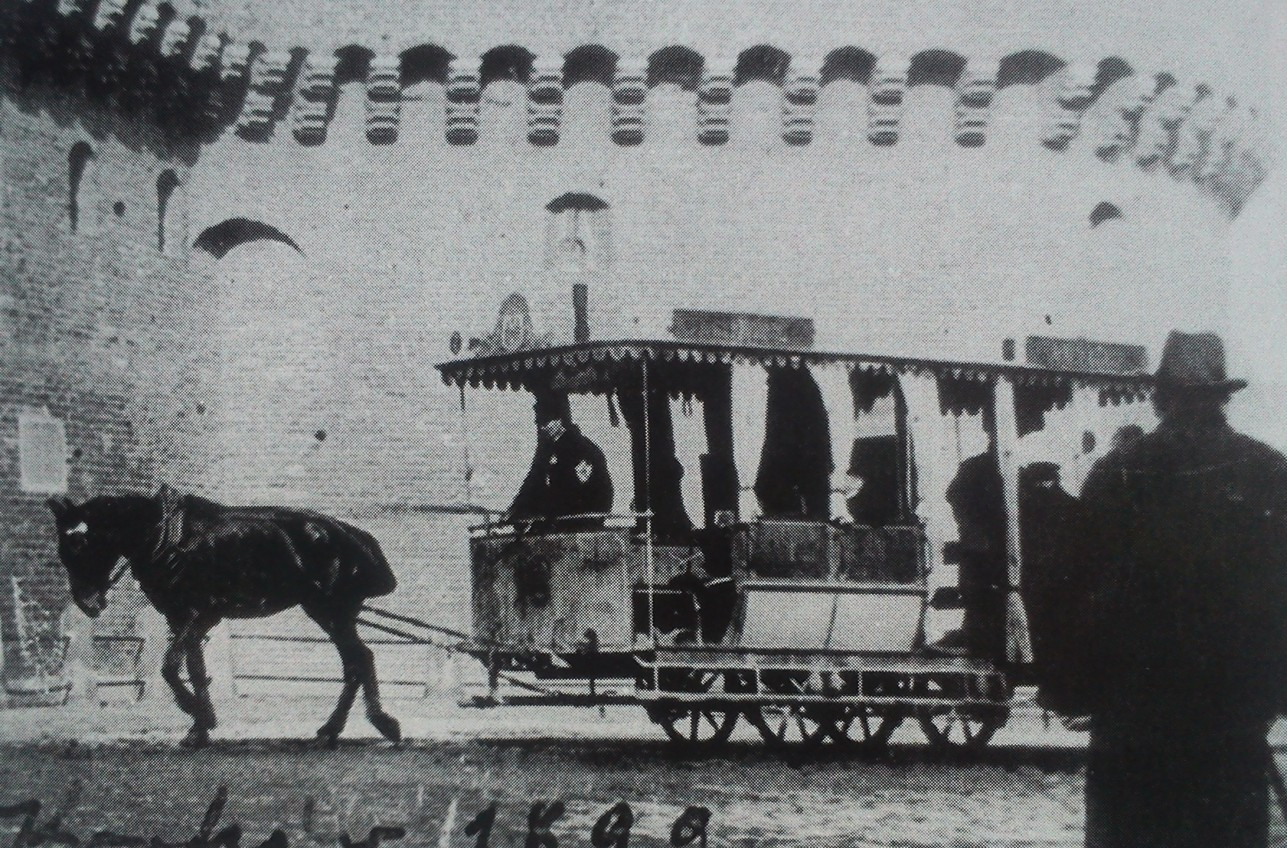
Tramwaj konny pod Barbakanem w 1899

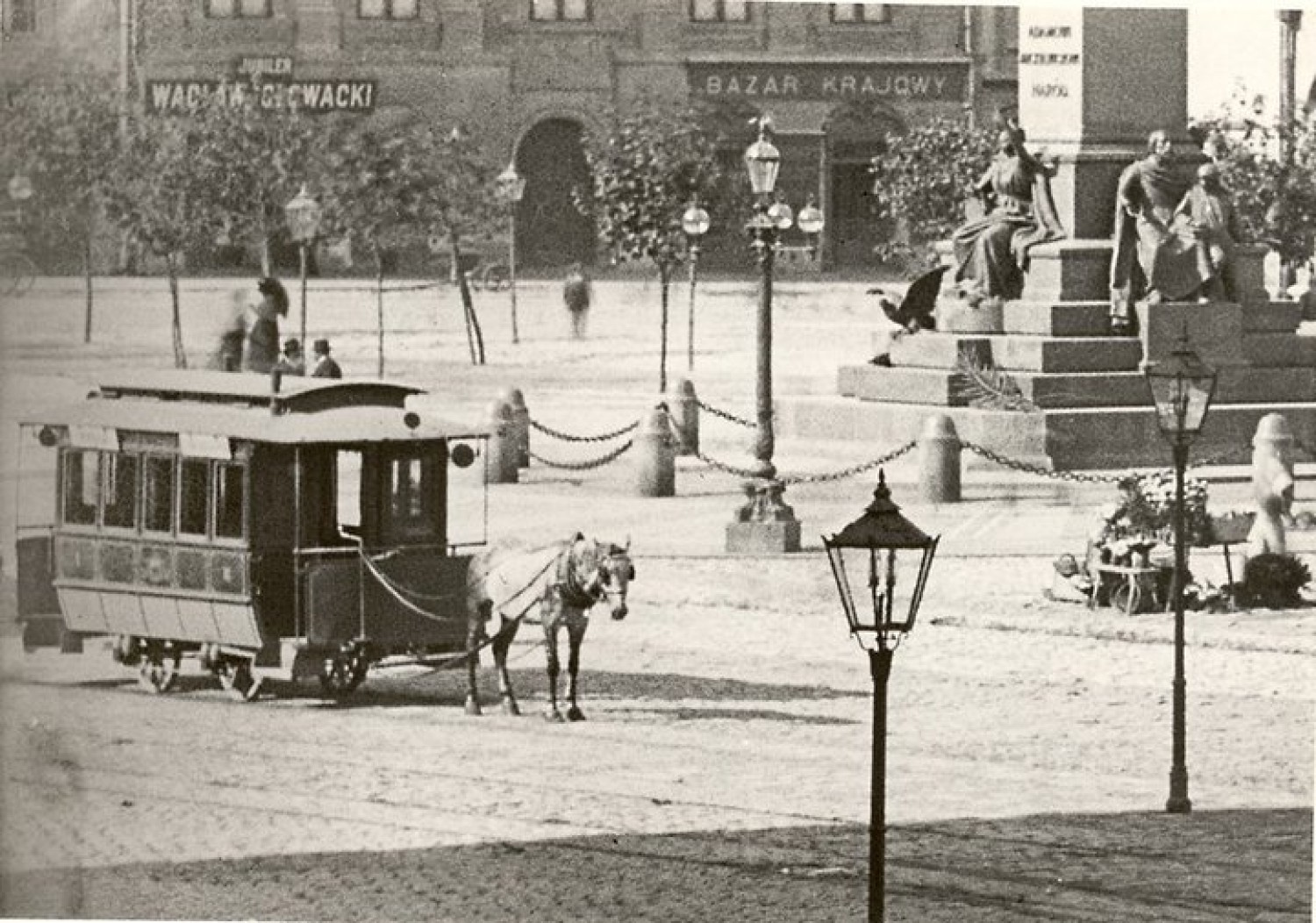
Tramwaj konny na Rynku Głównym

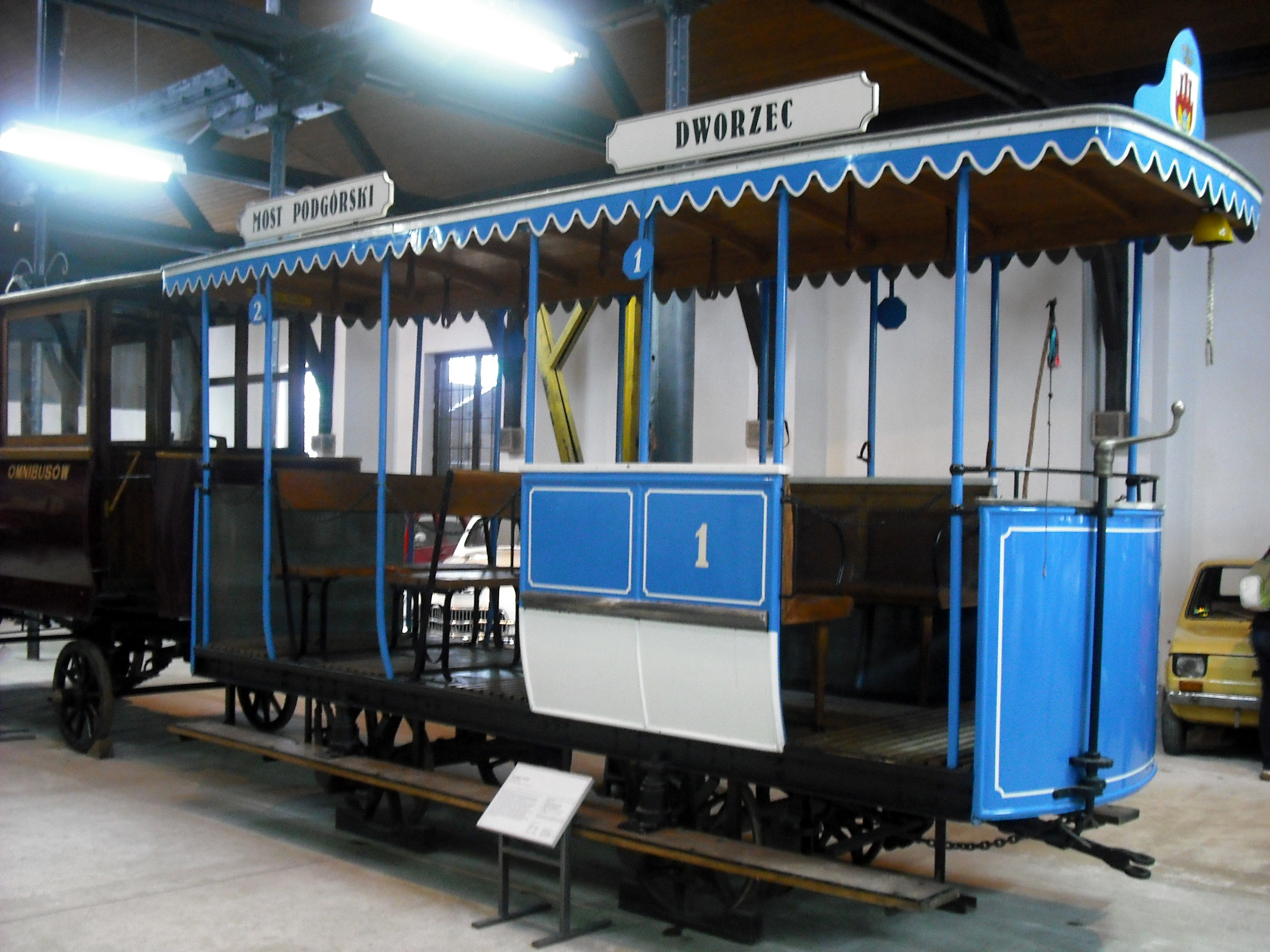
Jedyny zachowany egzemplarz tramwaju konnego. Znajduje się w Muzeum Inżynierii Miejskiej

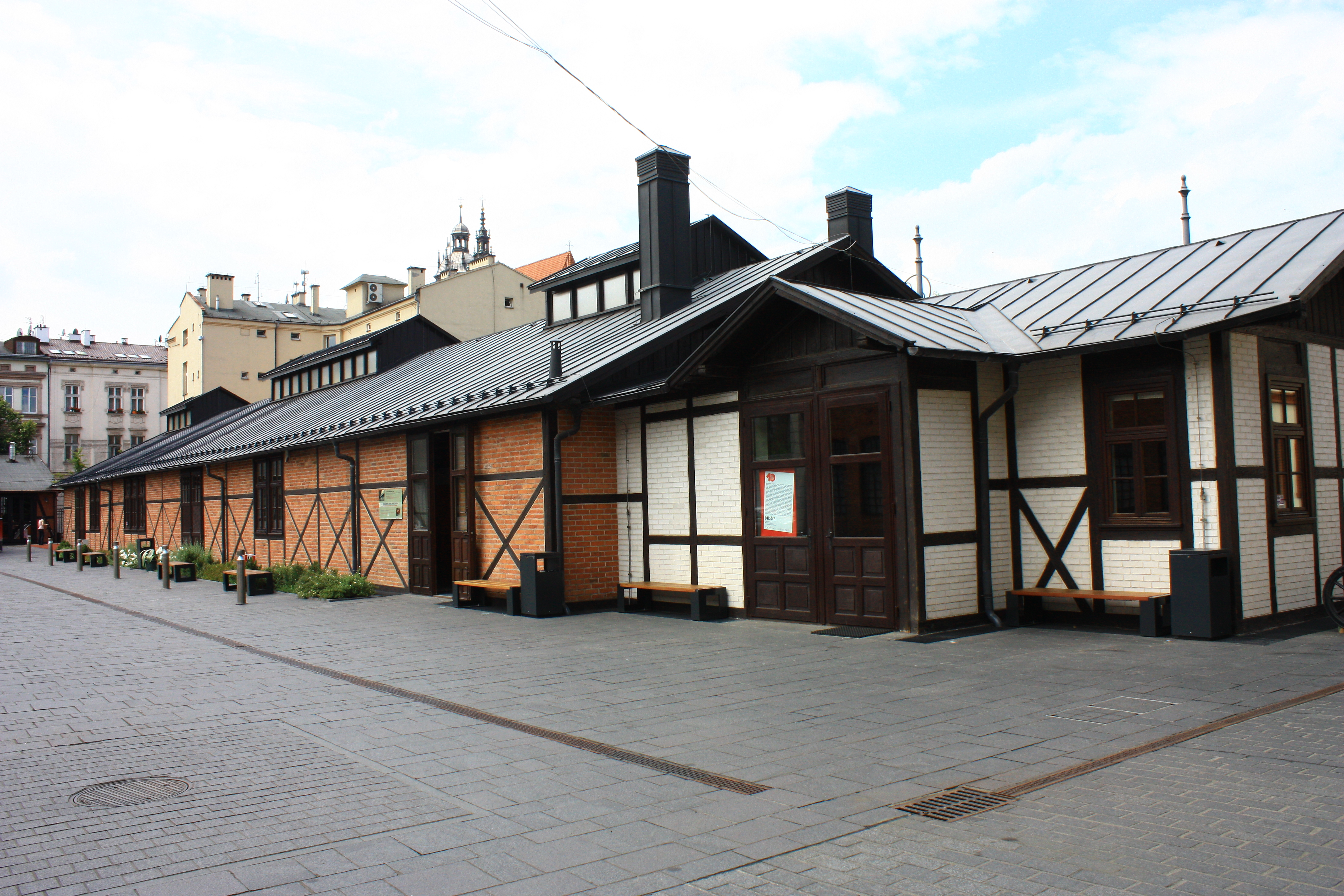
Zajezdnia tramwaju konnego na terenie Zajezdni św. Wawrzyńca

Pierwsza inicjatywa budowy linii tramwaju konnego wyszła od angielskiego towarzystwa tramwajowego „The British and Foreign Tramways Company” jesienią 1871, zaś w styczniu 1872 podobną zgłosił hrabia Mycielski, stawiający wygórowane warunki. Powołanej miejskiej komisji mającej zbadać możliwości uruchomienia komunikacji tramwajowej nie udało się nawiązać bliższego kontaktu z żadną ze stron. Mycielski nie odpowiedział na żadne z zaproszeń, zaś w przypadku Brytyjczyków zaważyła konieczność samodzielnego pokrycia kosztów podróży do Krakowa inżyniera z ramienia spółki. Prace komisji spowodowały jednak ustalenie przebiegu trasy oraz ogólnych warunków technicznych, jakie musieliby spełniać ewentualni inwestorzy.
W 1875 pojawiła się kolejna propozycja złożona przez „Agence des capitalistes et des propriétaires” z Brukseli. Towarzystwo poprosiło władze miasta o przesłanie informacji dotyczących liczby ludności, przebiegu połączeń kolejowych i lokalizacji zakładów przemysłowych, aby poznać warunki miejscowe i sprawa ponownie ucichła. W kolejnych latach pojawiło się jeszcze kilka ofert, aż ostatecznie latem 1881 Rada Miasta wybrała dwie najpoważniejsze oferty, których autorami były:
- „Przedsiębiorstwo Drogi Żelaznej Konnej w Trieście, Lincu i Lwowie”
- „Belgijskie Towarzystwo Kolei Lokalnych” reprezentujące Bank Belgijski

25 listopada 1881 podpisana została umowa z Bankiem Belgijskim na „urządzenie i utrzymanie ruchu konnej kolei żelaznej zwanej tramwajem” na okres 45 lat. Towarzystwo miało wybudować linię za własne pieniądze i czerpać z jej obsługi bezpośrednie zyski. Dodatkowo, zwolnione było z wszelkich opłat czynszowych, płacąc jedynie roczną stawkę w wysokości 15 centów za metr bieżący toru na utrzymanie miejskiego bruku w okolicach torowisk. Właściwe prace budowlane rozpoczęto 28 sierpnia 1882, zaś uroczyste otwarcie miało miejsce już dwa miesiące później, 31 października. Inicjatorem powstania tramwajów i pierwszym dyrektorem został Leopold Mussil.
Pierwsza linia tramwajowa była jednotorowa, z czterema mijankami i prowadziła po dawnej trasie omnibusu spod Dworca do ul. Mostowej na Kazimierzu, gdzie urządzono zajezdnię. Tory miały nietypowy rozstaw szyn 900 mm, który gwarantował możliwość swobodnego współdzielenia wąskich ulic z innymi uczestnikami ruchu. Rozważana była również możliwość użycia kolejowego rozstawu 1435 mm, ale ostatecznie zrezygnowano z niego, aby uniemożliwić koncesjonariuszowi prowadzenie po ulicach ruchu towarowego przy użyciu wagonów kolejowych.
Mimo początkowych obaw, nowy środek komunikacji odniósł duży sukces finansowy, co w 1888 zachęciło władze miejskie do sporządzenia planów rozbudowy sieci. Przepychanki z koncesjonariuszem niezainteresowanym dalszym inwestowaniem pieniędzy trwały do 1894, gdy zawarto odpowiedni aneks do pierwotnej umowy zobowiązujący towarzystwo do wymiany szyn, dobudowania drugiego toru na już istniejącej linii, a także budowy nowej z rynku do Parku Krakowskiego u wylotu ulicy Karmelickiej. Nowa linia została otwarta 1 września 1897. Podróż tramwajem konnym podlegała określonym zasadom (stan na 1897 r.). Linie były podzielone na sekcje (odcinki). Np. trasę między mostem Podgórskim a dworcem kolejowym podzielono na trzy sekcje:
- sekcja I – od mostu do Wawelu (przystanki: 1. Most Podgórski; 2. Kazimierz, Ratusz; 3. Kazimierz, ul. Józefa; 4. Stradom, ul. Dietlowska; 5. Stradom, kościół XX. Misjonarzy; 6. Wawel),
- sekcja II – od Wawelu do Rynku Gł (przystanki: 7. ul. Grodzka, kościół św. Piotra; 8. ul. Grodzka, Magistrat; 9. Rynek, ul. Sienna, Sukiennice),
- sekcja III – od Rynku Gł. do dworca (przystanki: 10. ul. Floriańska, Hotel „Pod Różą”; 11. Rondel Floriański /Barbakan/, Kleparz; 12. Dworzec kolejowy).

Przejazd jednej sekcji w klasie 1 kosztował 4 centy, za dwie sekcje płacono 8 centów, a za całą trasę 12 centów. Odpowiednio w klasie 2 opłaty te wynosiły: 3, 6 i 8 centów. Dzieci o wzroście do 1 m 30 cm płaciły w klasie 2 odpowiednio: 2, 3 i 4 centy. Tramwaj kursował w odstępach 6-minutowych. Pasażerowie byli obowiązani zaraz po zajęciu miejsca wykupić bilet, który należało zachować do końca jazdy, po czym go zniszczyć. W wagonach obowiązywał zakaz palenia tytoniu. Na omawianej trasie tramwaj był skomunikowany ze wszystkimi odchodzącymi i przychodzącymi pociągami.
Kolejna okazja do wymuszenia korzystnych dla miasta zmian nastała w 1896, gdy weszło w życie nowe prawo austriackie, w myśl którego koncesję na budowę i eksploatację linii kolejowych (w tym tramwajów) mogły uzyskać wyłącznie firmy z siedzibą na terenie Austro-Węgier. Dotyczyło ono również linii już wybudowanych, dlatego belgijskie towarzystwo było zmuszone prowadzić działalność poprzez nowo zarejestrowaną miejscową spółkę – Krakowska Spółka Tramwajowa (KST). Pierwsza prośba do władz miejskich o przeniesienie na nią wynikających z umowy zobowiązań datowana jest na październik 1896. Ewentualna odmowa w świetle nowego prawa mogła skończyć się dla towarzystwa utratą prawa do eksploatacji sieci, dlatego miasto miało dogodną pozycję do negocjacji. Ostatecznie stosowna umowa została podpisana 11 czerwca 1898. Zobowiązywała ona KST do wprowadzenia tramwaju elektrycznego na już istniejących liniach oraz dalszą rozbudowę sieci.

## Elektryfikacja

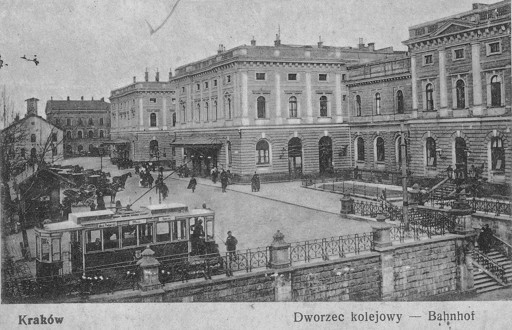
Wąskotorowy tramwaj SW1 pod Dworcem Głównym około 1916 roku

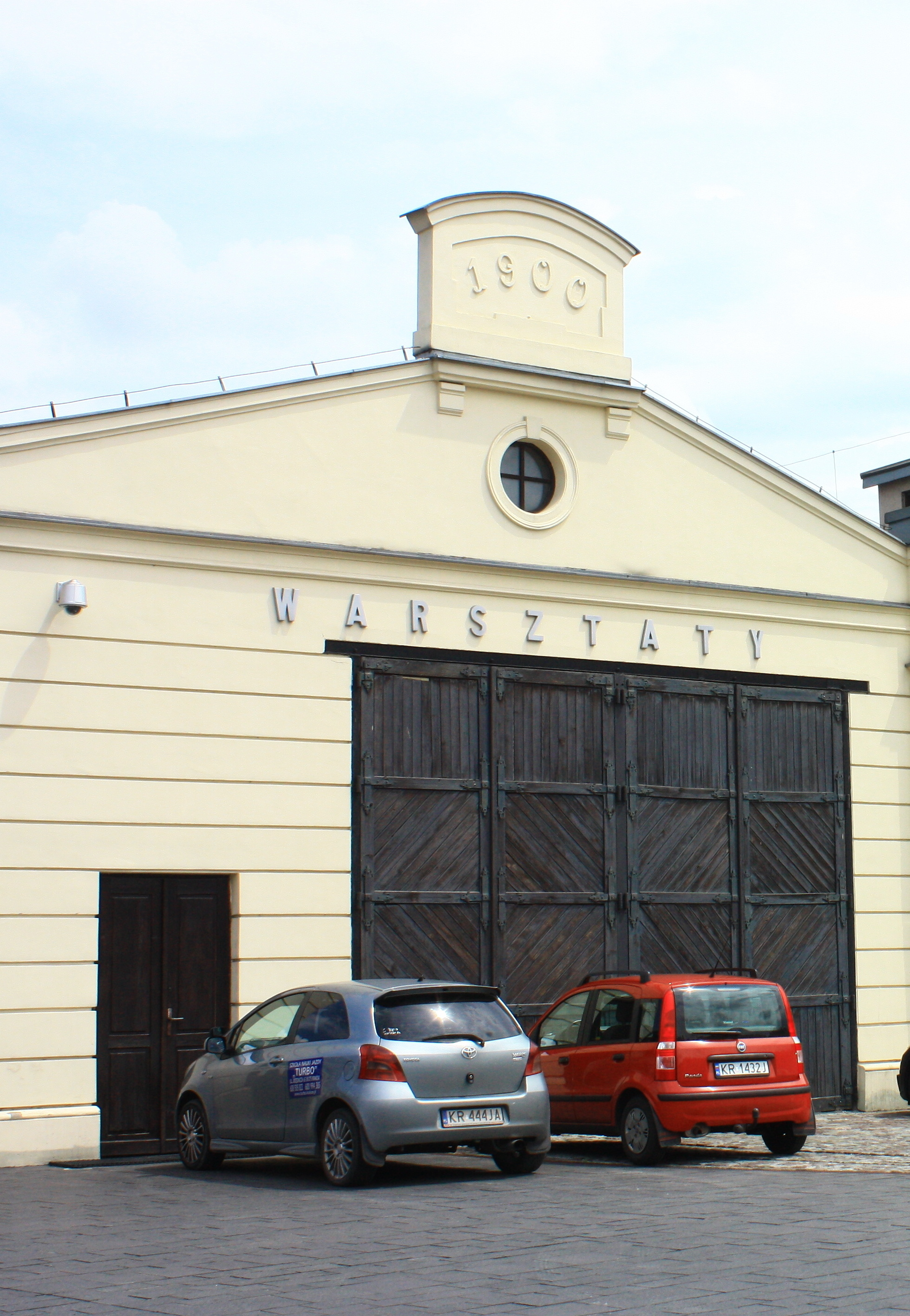
Zajezdnia tramwaju wąskotorowego na terenie Zajezdni św. Wawrzyńca

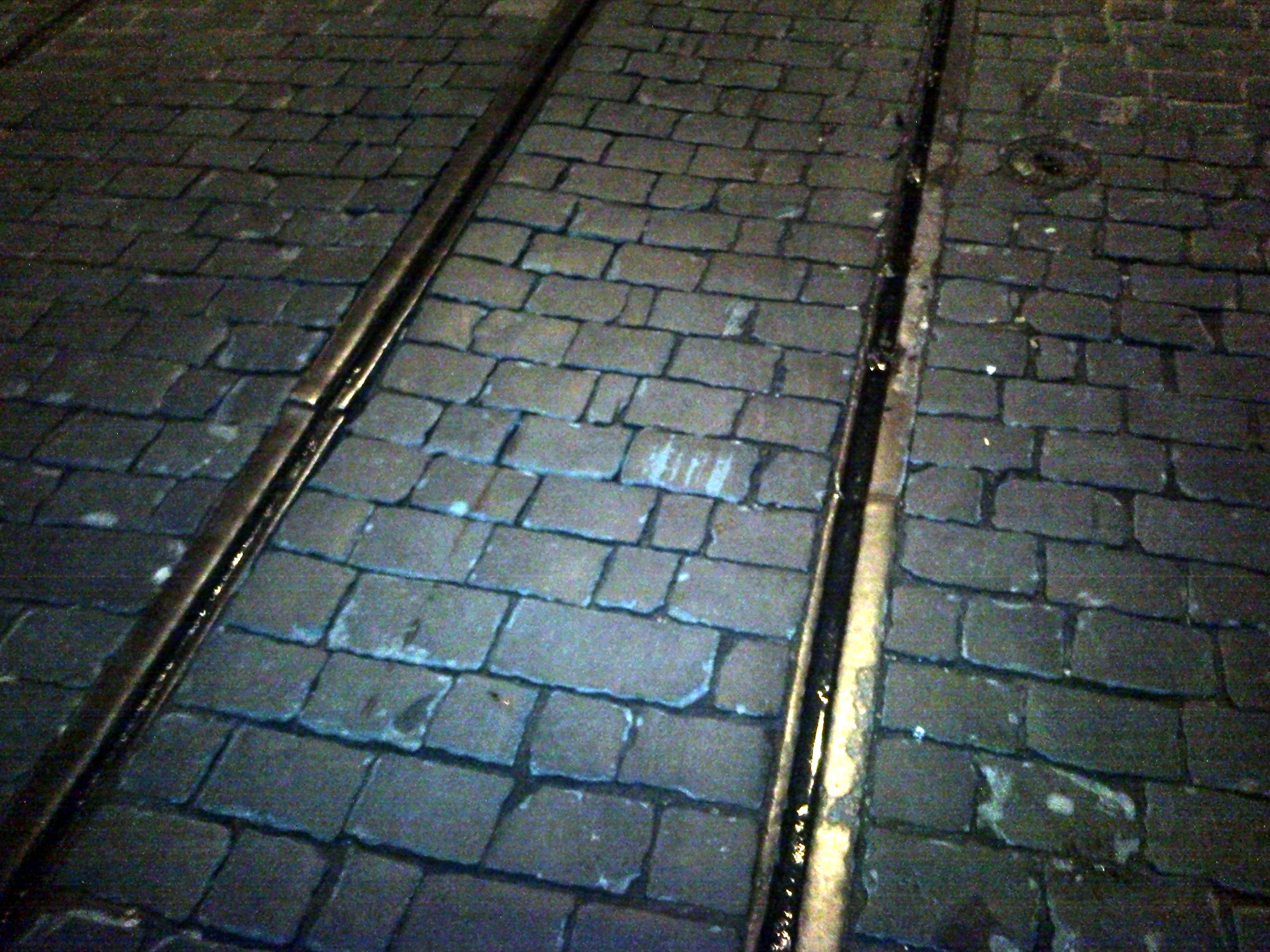
Dawne tory tramwaju wąskotorowego, ulica Szewska

Prace związane z elektryfikacją rozpoczęto niemal natychmiast. Wymagały one m.in. budowy elektrowni oraz nowej hali dla tramwaju elektrycznego, które powstały obok już istniejącego kompleksu na Kazimierzu. Jesienią 1900 w Fabryce Wagonów i Maszyn w Sanoku zamówiono 17 nowych wagonów elektrycznych, zaś pierwszy z nich przybył do miasta kilkanaście tygodni później, 17 stycznia. W wyniku opóźnień w dostawach, zamówienie zostało zrealizowane dopiero na początku marca. 13 marca ministerialna komisja dokonała odbioru inwestycji, zaś trzy dni później 16 marca o godzinie 9:00 rano Prezydent Miasta Józef Friedlein dokonał uroczystego otwarcia w asyście licznie zaproszonych gości. Tramwaje elektryczne rozpoczęły normalne kursy następnego dnia od godziny 11:00. Dotychczasowe wagoniki tramwaju konnego, po odpowiednich modyfikacjach polegających m.in. na instalacji oświetlenia elektrycznego, były eksploatowane wraz z nowym taborem jako doczepki. Nowy skład tramwaju elektrycznego składał się z pojazdu głównego i przyczepki zw. „kuplówką”. Zupełnie otwarte pomosty zabezpieczano z prawej strony (ruch lewostronny) ażurową kratownicą. Wnętrze pojazdu dzieliło się na dwie klasy. Przejazd klasą pierwszą z sześcioma siedzeniami wybitymi czerwonym pluszem kosztował 16 halerzy. Klasa druga miała zwykłe ławki dla ośmiu pasażerów, a przejazd nią kosztował 10 halerzy. Przedziały i platformy były odgrodzone zasuwanymi drzwiami z okienkiem, przez które konduktor urzędujący na platformie wydawał bilety.
Początkowo elektryfikacja wzbudzała negatywne odczucia wśród niektórych mieszkańców miasta, zwracających uwagę na stosunkowo wysoką prędkość jaką rozwijały tramwaje elektryczne. Gmina będzie musiała najrychlej wybudować nowy szpital i nowy zakład dla umysłowo chorych. Szpital dla uszkodzonych i poranionych przez tramwaj, drugi zaś zakład dla mieszkańców ulic, którymi tramwaj jeździ i dla tych, co tramwajem jeżdżą, bo ci niechybnie skutkiem dzwonków tramwajowych zwariować muszą” – relacjonowało w 1901 r. pismo „Naprzód”. Uruchomienie trakcji elektrycznej spowodowało zagrożenie dla Bramy Floriańskiej, gdyż pod jej sklepieniem nie mieścił się nowy wóz wraz z odbierakiem połączonym z przewodami trakcyjnymi. Postulowano przebicie wyższego przejazdu, ale miłośnicy zabytków doprowadzili do obniżenia poziomu ul. Floriańskiej w tym rejonie o kilkadziesiąt centymetrów, co rozwiązało problem. Wykonano jedynie dodatkowe przejścia dla pieszych. Wystąpiły też problemy z rozpięciem przewodów trakcyjnych, ponieważ właściciele kamienic odmawiali zgody na przytwierdzanie ich do fasad budynków. Zaczęto więc stawiać słupy trakcji elektrycznej.
Sukces elektryfikacji sprawił, że Krakowska Spółka Tramwajowa rozpoczęła realizację uzgodnionych w maju 1900 zobowiązań dotyczących budowy nowych linii. 7 grudnia 1901 zatwierdzono do budowy następujące trasy
- Zwierzyniecka – Wiślna – Sławkowska – Długa
- Szewska – Podwale – Park Jordana
- Rynek – Sienna – Starowiślna – Dietla

Prace budowlane rozpoczęły się wiosną następnego roku, lecz niebawem zostały chwilowo zatrzymane z powodu konfliktu między władzami miasta a spółką. W lipcu prace wznowiono, a 22 października dokonano odbioru technicznego inwestycji. Tramwaje zaczęły wozić pasażerów po nowych torach od 25 października. Na potrzeby ich obsługi zakupiono w Sanoku 13 dodatkowych wagonów silnikowych. Wszystkie cztery linie tramwajowe przebiegały przez Rynek Główny, gdzie naprzeciw wylotu ul. Siennej ustawiono poczekalnię i kasę biletową, kryte falistą blachą.
W ten sposób od 1902 tramwaje w Krakowie kursowały po czterech liniach:
1. Most Podgórski – Mostowa – Plac Wolnica – Krakowska – Stradom – Grodzka – Rynek Główny – Floriańska – Basztowa – Lubicz – Dworzec Kolejowy
2. Most Podgórski – Mostowa – Plac Wolnica – Krakowska – Dietla – Starowiślna – Sienna – Rynek Główny – Szewska – Karmelicka – Park Krakowski/Rogatka łobzowska
3. Zwierzyniec – Zwierzyniecka – Wiślna – Rynek Główny – Sławkowska – Długa – Rogatka wrocławska
4. Rynek Główny (Sienna) – Szewska – Podwale – Wolska – Park Jordana[8]

Władze miasta dostrzegały problemy, jakie rodziło pozostawanie spółki tramwajowej w rękach prywatnych. Narastające spory doprowadzały do obciążania jej coraz większą liczbą podatków, co w konsekwencji doprowadziło do jej przejęcia przez miasto w 1910.

## Tramwaje normalnotorowe

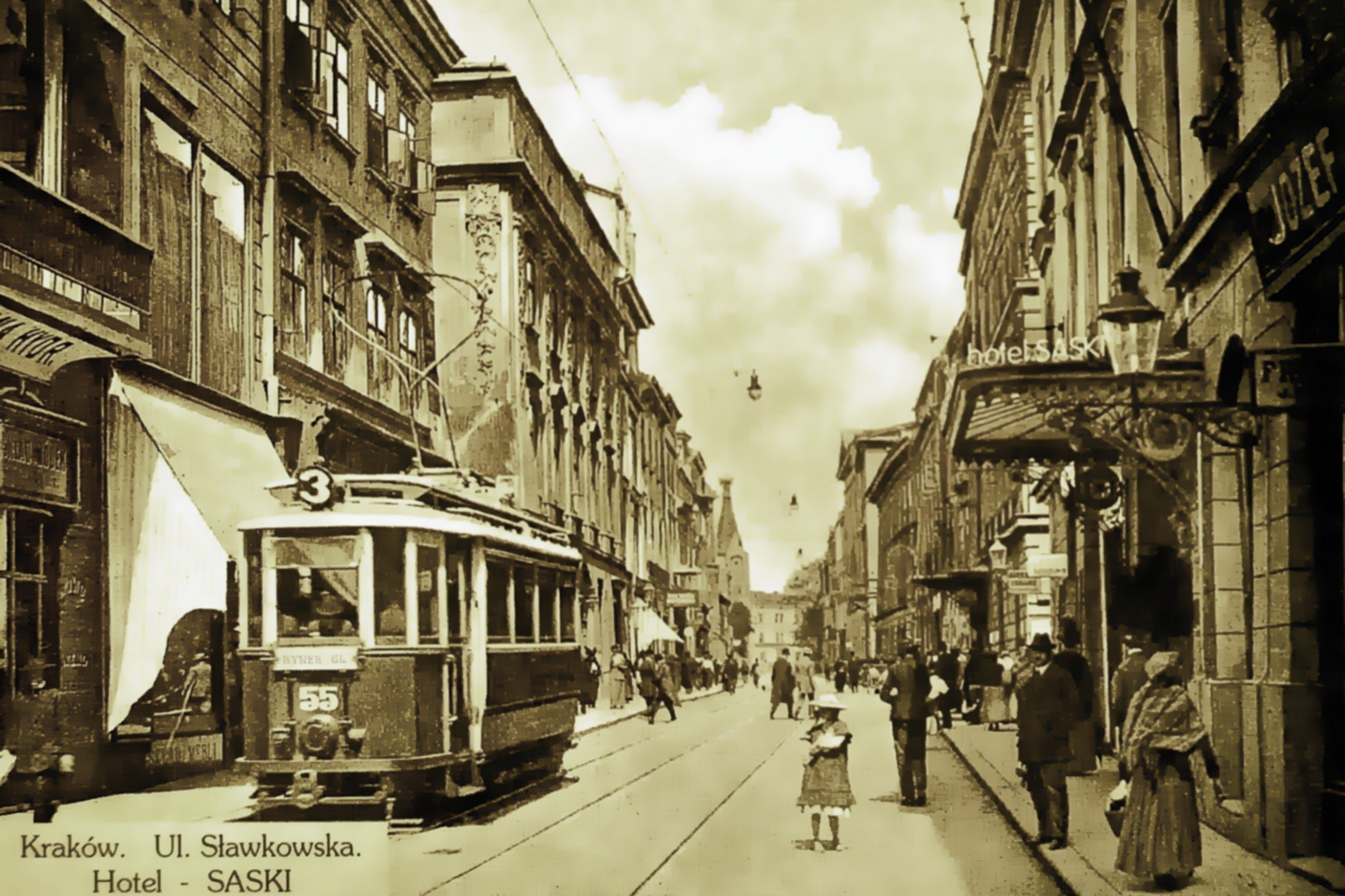
Tramwaj SN1 na ul. Sławkowskiej w 1914 roku

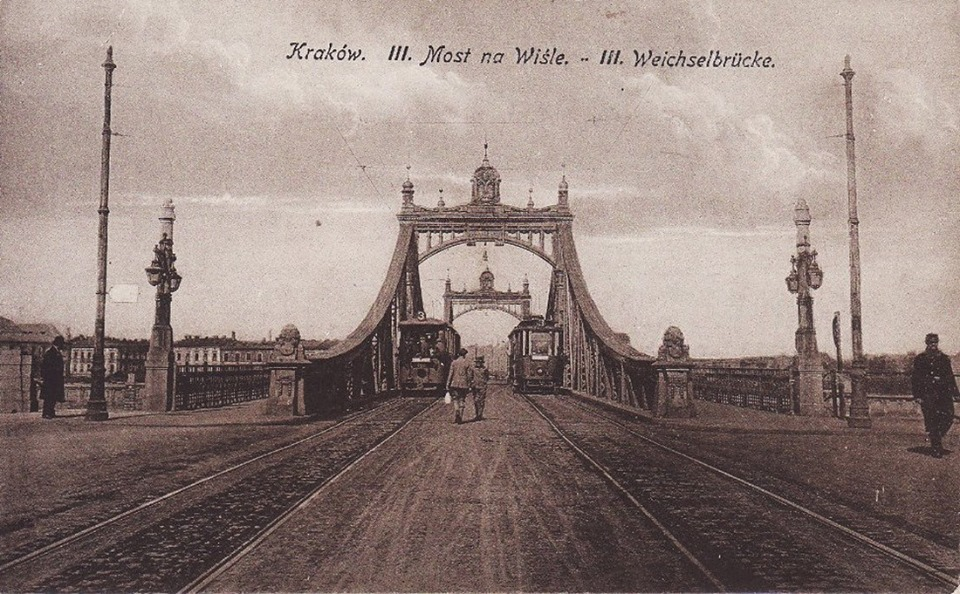
Tramwaje na Moście Krakusa

Znaczne poszerzenie granic miasta w latach 1907–1911 otworzyło nowe perspektywy na rozwój. Po śladzie zlikwidowanej kolei cyrkumwalacyjnej wytyczono szerokie aleje, a na zachód od centrum zaczęły powstawać, jak na tamte czasy, nowoczesne osiedla mieszkaniowe. Rozwijające się miasto potrzebowało sprawnej komunikacji zbiorowej, zaś władze dostrzegły, że istniejąca sieć tramwajów wąskotorowych nie będzie w stanie sprostać potrzebom. Podjęta została decyzja o zbudowaniu od zera całkowicie nowej sieci z zastosowaniem najnowocześniejszych rozwiązań technicznych. Miała ona wykorzystywać tory o standardowym rozstawie 1435 mm umożliwiające eksploatację pojemniejszego taboru o szerokości 2,2 metra. W celu przyspieszenia obsługi, końcowe przystanki miały być wyposażone w pętle, a wszystkie odcinki miały być dwutorowe. Obie sieci miały przez pewien czas funkcjonować równolegle do czasu przekucia toru wąskiego na normalny.
Prace projektowe zostały rozpoczęte wiosną 1912. W pierwszej kolejności miała powstać linia łącząca osiedle Salwator z budowanym właśnie III mostem. Tramwaje miały kursować ulicą Zwierzyniecką, Franciszkańską i Starowiślną, gdzie w międzyczasie dokonano likwidacji istniejącego odcinka wąskotorowego. Na miejsce powstania pierwszej zajezdni wytyczono słabo zurbanizowane tereny świeżo przyłączonej do Krakowa wsi Dębniki, głównie ze względu na koszty zakupu terenu. Połączenie torowe miało prowadzić po odpowiednio dostosowanym moście kolei cyrkumwalacyjnej, aby w przyszłości stać się częścią trasy biegnącej z Podgórza przez Aleje Trzech Wieszczów. Z nie do końca znanych dziś przyczyn odstąpiono od tego rozwiązania na rzecz dzierżawy hali w dzielnicy Kazimierz, w pobliżu już istniejących hal tramwaju wąskotorowego. Protesty mieszkańców sprawiły również, że tymczasowo zrezygnowano z budowy pętli na Salwatorze. W tym też czasie pojawiły się nowe odbieraki pałąkowe, które zastąpiły niewygodne druty zakończone często spadającą z przewodów trakcyjnych rolką. Częstotliwość kursów wynosiła wówczas przeciętnie pół godziny.
Wagony do obsługi nowej sieci zostały ponownie zakupione w sanockiej Fabryce Wagonów i Maszyn. Pierwsze egzemplarze przybyły do Krakowa w ostatnich dniach grudnia, aby 12 stycznia 1913 rozpocząć jazdy próbne. Otwarcie zaplanowano na 17 stycznia, ale w nocy poprzedzającej uroczystość temperatura nagle spadła poniżej −20 °C, paraliżując miasto. Ostatecznie zarówno nowy most, jak i linię tramwajową otwarto trzy dni później. Uroczysty przejazd poprowadził wagon nr 31 kierowany przez inż. Cammerliga reprezentującego galicyjską spółkę Siemens-Schuckert, która dostarczyła większą część infrastruktury elektrycznej.
Sukces inwestycji sprawił, że niemal natychmiast przystąpiono do planowania następnych odcinków:
1. Sienna – Mały Rynek – Rynek Główny – Sławkowska – Dworzec Towarowy
2. Poczta Główna – Lubicz – Mogilska

18 sierpnia 1913 zamknięto wąskotorową trasę w ulicy Sławkowskiej i Długiej w celu przekucia jej na tor normalny. W trakcie budowy całkowicie zmieniono układ torowy na Rynku Głównym. Doprowadzone zostały tory z ulicy Mikołajskiej, zaś wzdłuż linii A-B powstał pierwszy w mieście odcinek trzytorowy: dwa tory o rozstawie 1435 mm oraz pojedynczy 900 mm będący dojazdem i jednocześnie końcowym odcinkiem dla linii kursującej do Parku Krakowskiego. Trasa do ulicy Mogilskiej zakończona została natomiast pętlą uliczną. Na potrzeby obsługi nowych linii w Sanoku zamówiona została kolejna partia wagonów normalnotorowych. Uroczyste otwarcie obu inwestycji nastąpiło 20 grudnia 1913.
W 1913 do Krakowa włączone zostało leżące na południowym brzegu Wisły Podgórze. Istotnym problemem stało się skomunikowanie go z istniejącym centrum. W tym celu zaproponowano przedłużenie istniejącej linii normalnotorowej z ul. Starowiślnej przez III Most, Lwowską do Rynku Podgórskiego. W kolejnych latach tory miały być przedłużane dalej aż do stacji kolejowej Bonarka. Inną planowaną inwestycją było torowisko w ulicy Wiślnej skracającej podróż z Salwatora do Dworca Towarowego. Wszystkie plany pokrzyżował wybuch I wojny światowej.
W 1913 funkcjonowały następujące linie tramwajowe:
- 1 Most Podgórski – Rynek – Dworzec Kolejowy
- 2 a Główna Poczta – Rynek – Park Krakowski, b Starowiślna – Stradom
- 3 Długa – Rynek – Zwierzyniecka
- 4 Rynek – Podwale – Park Doktora Jordana
- 5 III Most – Salwator.

Opłata za przejazd w I klasie wynosiła 16 halerzy od osoby, a w II klasie – 12 halerzy.

## I wojna światowa
Leżący na pograniczu państwa austro-węgierskiego Kraków mocno odczuł skutki wojny. W wyniku mobilizacji oraz dwóch ewakuacji miasto opuściła trzecia część ze 180 tys. mieszkańców. Wielu pracowników przedsiębiorstwa tramwajowego wcielono do wojska, przez co do pracy przyjęto pierwsze kobiety. Początkowo pełniły one rolę konduktorów, lecz od stycznia 1916 zaczęły także prowadzić tramwaje.
Odparcie ataku rosyjskiej armii sprawiło, że w 1915 do miasta mogły powrócić m.in. władze Krakowskiej Spółki Tramwajowej, a życie powoli zaczęło wracać do normalności. Mimo braków w zaopatrzeniu, podjęto próbę dokończenia rozpoczętych rok wcześniej inwestycji. Odcinek w ulicy Wiślnej został oddany do użytku w styczniu 1916, zaś 20 lutego 1917 tramwaje linii 3 bez żadnych oficjalnych uroczystości zaczęły kursowanie do Podgórza, kończąc swój bieg na ulicznej mijance. Ostatnimi inwestycjami czasu wojny były budowy pętli na Salwatorze oraz Podgórzu, obie ukończone w drugiej połowie 1917.
Wojna niekorzystnie wpłynęła na działalność przedsiębiorstwa. Przerwy w dostawach węgla do elektrowni wymusiły skrócenie godzin kursowania tramwajów. Dochody ze sprzedaży biletów nie pozwalały na bieżące spłacanie zaciągniętych kredytów, zmuszając władze miasta do podniesienia cen. Z powodu niemożności zamówienia nowych wagonów, Krakowska Spółka Tramwajowa zdecydowała się na ich budowę we własnym zakresie, korzystając z posiadanych planów i części zapasowych. Prace rozpoczęto wiosną 1917, lecz powstały w ten sposób wagon nr 56 cechował się dużą awaryjnością i niską jakością wykonania. Jednocześnie zaprzestano także regularnych przeglądów i napraw posiadanego taboru, którego stan zaczął się gwałtownie pogarszać. W ostatnich dniach wojny często zdarzało się, że na ulice była w stanie wyjechać mniej niż połowa dostępnych wozów.

## Okres międzywojenny

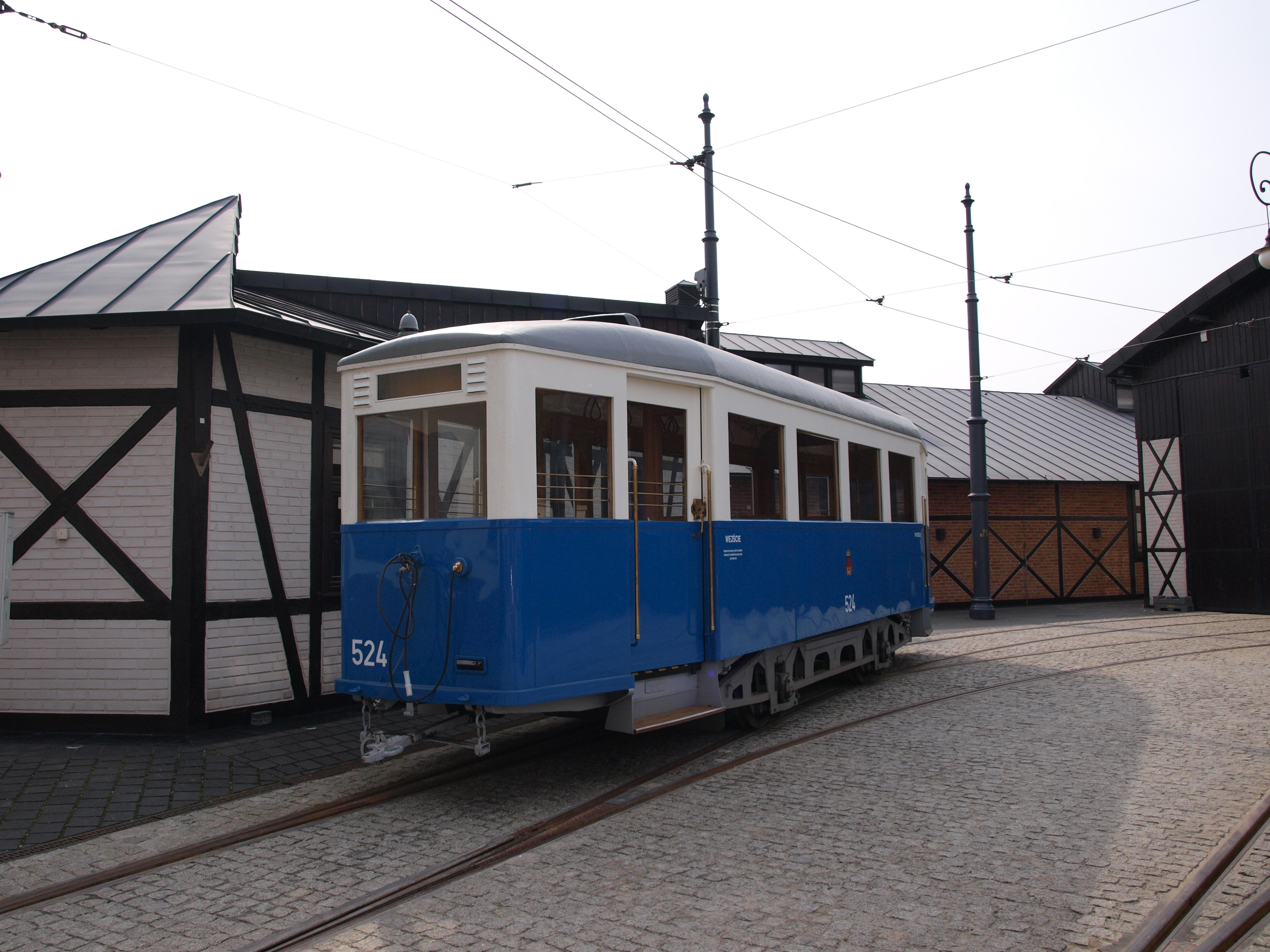
Sanok SN2 kursujący w Krakowie od lat trzydziestych

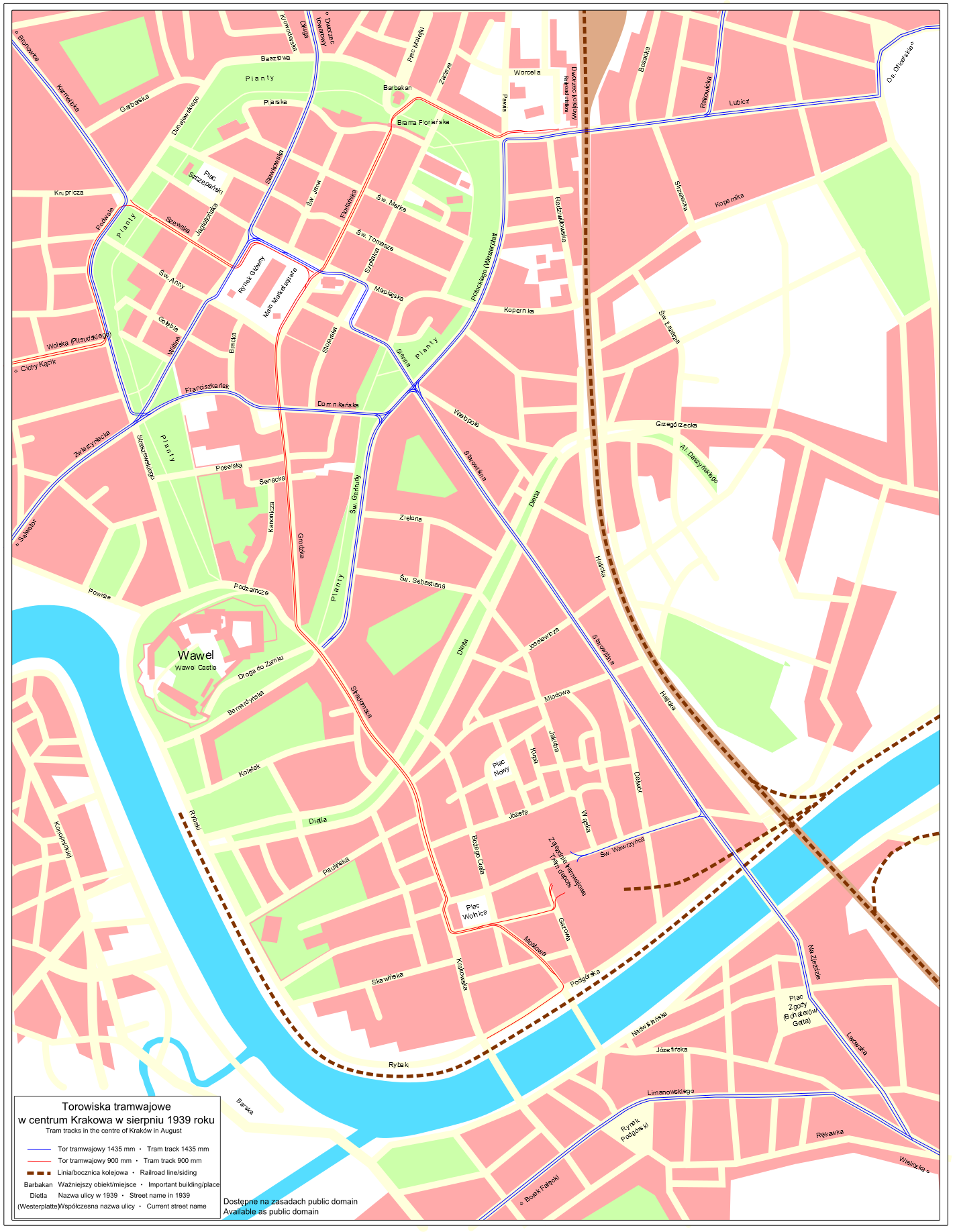
Układ torowy w centrum Krakowa w sierpniu 1939 roku

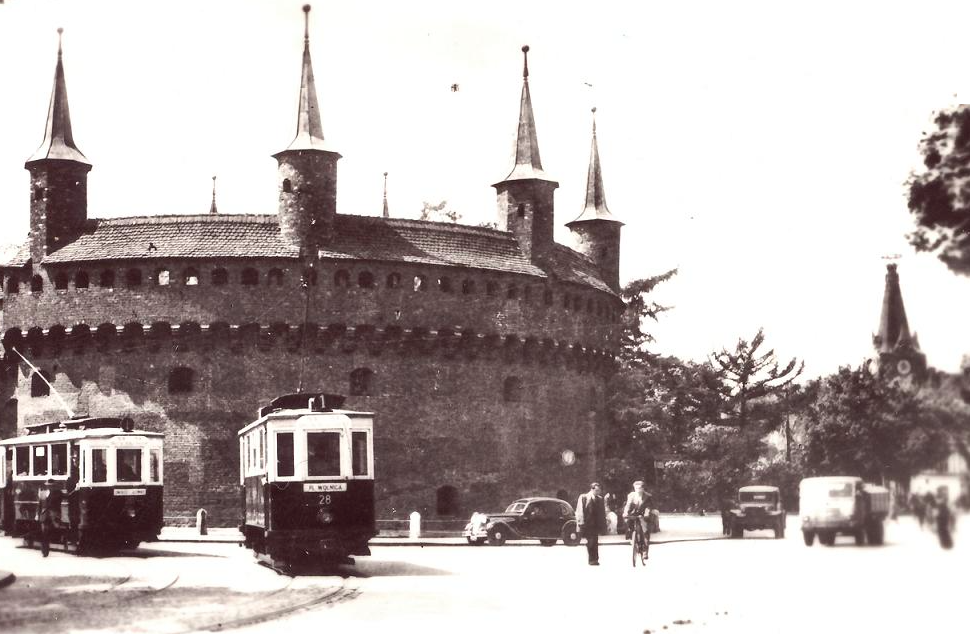
Tramwaje pod Barbakanem w latach 30. XX w.

Pierwsze lata niepodległości były czasem kryzysu gospodarczego. Szalejąca inflacja uniemożliwiała prowadzenie normalnej działalności Krakowskiej Spółce Tramwajowej oraz snucie perspektywicznych planów. Opłakany stan taboru był przedmiotem częstych drwin w prasie. Dopiero reforma monetarna z 1924 umożliwiła powrót do przedwojennej strategii rozwoju. W pierwszej kolejności zajęto się uporządkowaniem sytuacji prawnej przedsiębiorstwa, ponieważ zbliżał się termin wygaśnięcia kontraktu z 1882 roku, który mimo wielu modyfikacji wciąż obowiązywał. W 1925, w wyniku konkursu, nowym prezesem spółki został Tadeusz Polaczek, dotychczasowy szef działu instalacyjnego gazowni miejskiej. W tym samym roku powołana została nowa firma, Krakowska Miejska Kolej Elektryczna Towarzystwo Akcyjne z kapitałem gminy. Po fuzji z KST miała przejąć ona obsługę komunikacji tramwajowej od 1 stycznia 1928.
Zajęto się także zdewastowanym taborem – w przeciągu roku wykonano aż 48 napraw głównych wagonów normalnotorowych, następnie zajęto się taborem wąskotorowym. Pięć wagonów było tak zdewastowanych, że konieczna była ich odbudowa. Prowadzone od końca 1924 prace umożliwiły zwiększenie częstotliwości kursowania na głównych liniach.
Pamiątką po Austrii był obowiązujący na drogach byłej Galicji ruch lewostronny. Rozporządzenie unifikujące kierunek ruchu w Polsce pojawiło się w czerwcu 1922, ale z powodu konieczności przebudowy infrastruktury, władzom miasta udało się wywalczyć dla KST okres przejściowy na dostosowanie się. Ostateczne przejście na ruch prawostronny nastąpiło w 1925.
W 1926 tramwaje kursowały na liniach (pisownia oryginalna):
- 1: Dworzec kolejowy – Rynek – Kazimierz – Stary Most (ul. Mostowa)
- 2: Rynek – Karmelicka – Park krakowski
- 3: Podgórze – Nowy Most (III Most) – Rynek – Długa – Dworzec tow.
- 4: Podwale – Park Jordana
- 5: Lubicz – Dworzec kolejowy – Główna Poczta – Salwator
- 6: Podgórze-Bonarka (Mateczny) – Nowy Most (III Most) – Rynek – Salwator.

Pasażerowie, którzy zamierzali dokonać przesiadki, mogli pobrać w pierwszym wozie, którym podróżowali, bilet przesiadkowy obowiązujący na całej długości połączenia.
W sierpniu 1925 przystąpiono do pierwszej powojennej inwestycji torowej, czyli wydłużenia linii z Podgórza do Zakładu Kąpielowego Matecznego. Jej wybór nie był przypadkowy – po kilkunastu latach powrócono do koncepcji budowy nowej zajezdni tramwajowej na niezagospodarowanym południowym brzegu Wisły. Gmina przekazała odpowiednią działkę w Podgórzu w 1928, lecz na realizację trzeba było poczekać dalsze 10 lat. Podczas budowy nowego odcinka po raz pierwszy zastosowano w Krakowie spawanie szyn. W następnym roku rozpoczęła się akcja poprawy stanu torowisk. Wymieniono wszystkie 81 rozjazdów oraz naprawiono najbardziej zdezelowane odcinki.
Powojenne długoterminowe plany KMKE obejmowały budowę szeregu nowych torowisk:
1. Przedłużenie linii z Podgórza do stacji Bonarka
2. Torowisko do dworca w Płaszowie
3. Mogilska – Białucha
4. Barbakan – Prądnik Czerwony
5. Nowy Kleparz – Krowodrza
6. Nowy Kleparz – Aleje Trzech Wieszczów – Dębniki – Podgórze
7. Z Parku Krakowskiego do Bronowic Małych
8. Al. 3 Maja – Piastowska – Wola Justowska
9. Torowisko w ciągu ul. św. Gertrudy
10. Dębniki – Dietla – Starowiślna
11. Przedłużenie linii z Salwatora
12. Starowiślna – Grzegórzecka – Grzegórzki
13. Domknięcie ringu tramwajowego na ul. Dunajewskiego i Basztowej

## II wojna światowa

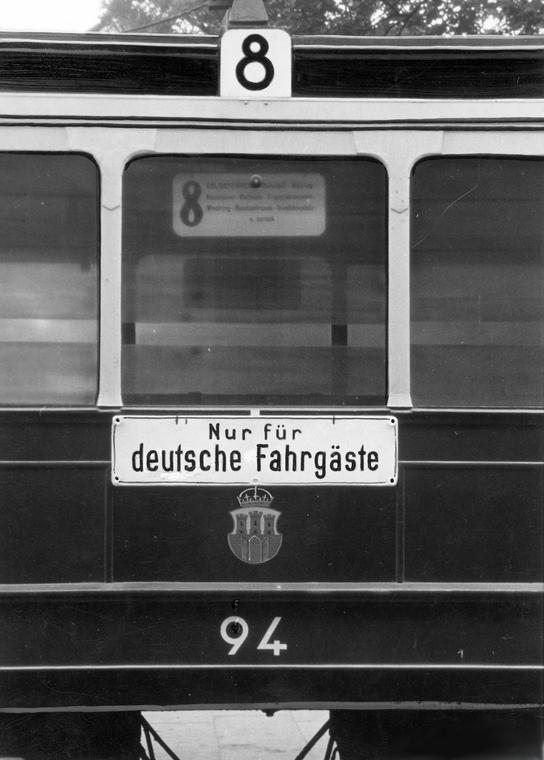
Tramwaj podczas okupacji – wagon przeznaczony dla Niemców

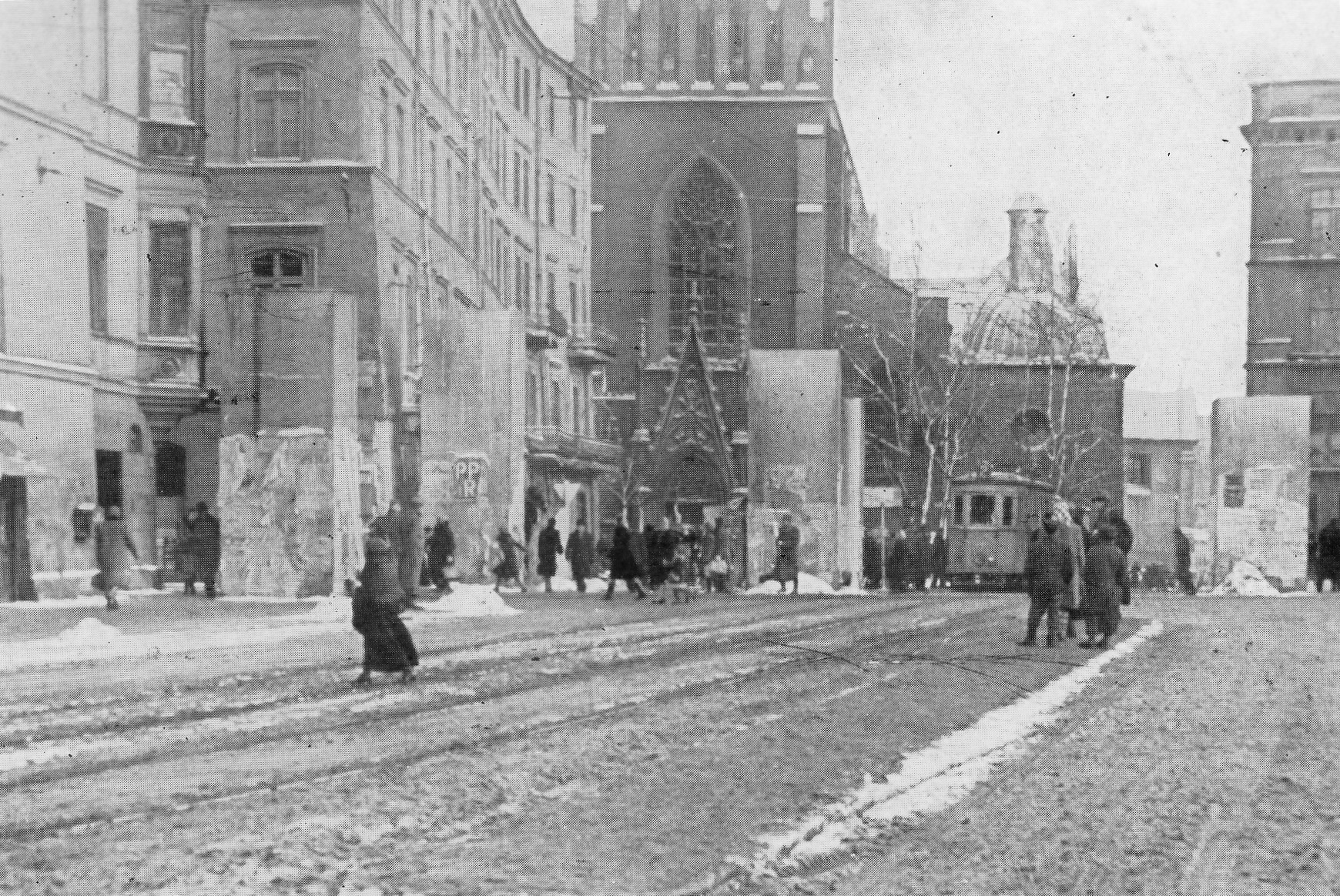
Plac Wszystkich Świętych podczas okupacji – w tle widoczny tramwaj SN1

Początek II wojny światowej zatrzymał rozwój krakowskiej sieci tramwajowej. 7 września 1939 zamknięto zbudowane wiosną 1939 pętle na placu Kazimierza Wielkiego i placu Bernardyńskim, zlikwidowano także linie tramwajowe 8 i 9. Tramwaje na powrót stały się jedynym środkiem komunikacji miejskiej, gdyż autobusy oraz inne pojazdy cywilne zostały zarekwirowane najpierw przez wojsko polskie, a później przez władze niemieckie. Przewozy szybko wzrosły – w przeciągu dwóch lat liczba pasażerów podwoiła się, co spowodowało przepełnienie wagonów.
Kilka miesięcy po zajęciu miasta Niemcy rozpoczęli intensywną akcję zabudowy terenów na północny zachód od centrum Krakowa, planując stworzyć tam dla siebie nowoczesną dzielnicę mieszkaniową. W celu poprawy komunikacji, w 1940 zlikwidowano torowisko wzdłuż ulic Pomorskiej i Kazimierza Wielkiego, oddając jednocześnie do użytku nowe, wzdłuż nowo wybudowanej ulicy Królewskiej. W marcu 1941 roku dwa fragmenty trasy w kierunku Podgórza znalazły się w granicach organizowanego żydowskiego getta. Kursowanie tramwajów nie zostało na nich zawieszone, lecz wagony pokonywały oba odcinki bez zatrzymywania się, a pasażerowie musieli przejść uprzednio kontrolę dokumentów. Dwa miesiące później zmieniono rozkłady jazdy, dostosowując je do godzin odjazdów porannych i wieczornych pociągów, a niebawem zastąpiono wszystkie polskie nazwy przystanków przez niemieckie.
Również w maju 1941 do użytku wprowadzone zostały pochodzące z Norymbergi wagony SN3, które początkowo obsługiwały linię 5, lecz szybko skierowano je do obsługi nowej linii 8 z Bronowic przeznaczonej tylko dla Niemców. Do miasta trafiły również cztery wagony silnikowe z likwidowanej sieci w Eberswalde, które dostały oznaczenie SN4. Z uwagi na bardzo zły stan techniczny, eksploatowano je najpierw jako wagony doczepne, lecz wskutek rosnących potrzeb przewozowych jesienią 1942 poddano je remontowi.
Poza przebudową torowiska w kierunku Bronowic i bieżącym utrzymaniem, rozwój sieci w czasie wojny był mocno ograniczony. Kontynuowano budowę drugiego toru na ul. Piłsudskiego oraz nowego odcinka do zakładów H. Zieleniewskiego na Grzegórzkach, rozpoczętego tuż przed wybuchem wojny. Prace przerwano jesienią 1942 roku z powodu braku materiałów.
Zbliżający się front spowodował, że 10 grudnia 1944 roku całkowicie wstrzymano ruch tramwajowy w mieście. 18 stycznia 1945 roku do Krakowa wkroczyły pierwsze oddziały Armii Czerwonej, nie napotykając większego oporu. Miasto było praktycznie nietknięte; nie odnotowano żadnych poważniejszych strat, poza wysadzeniem przez Niemców wszystkich mostów na Wiśle. W wielu miejscach została zerwana sieć trakcyjna, a wozy tramwajowe porzucone na mieście. Pracownicy przedsiębiorstwa spychali je do zajezdni ręcznie.

## Odbudowa powojenna

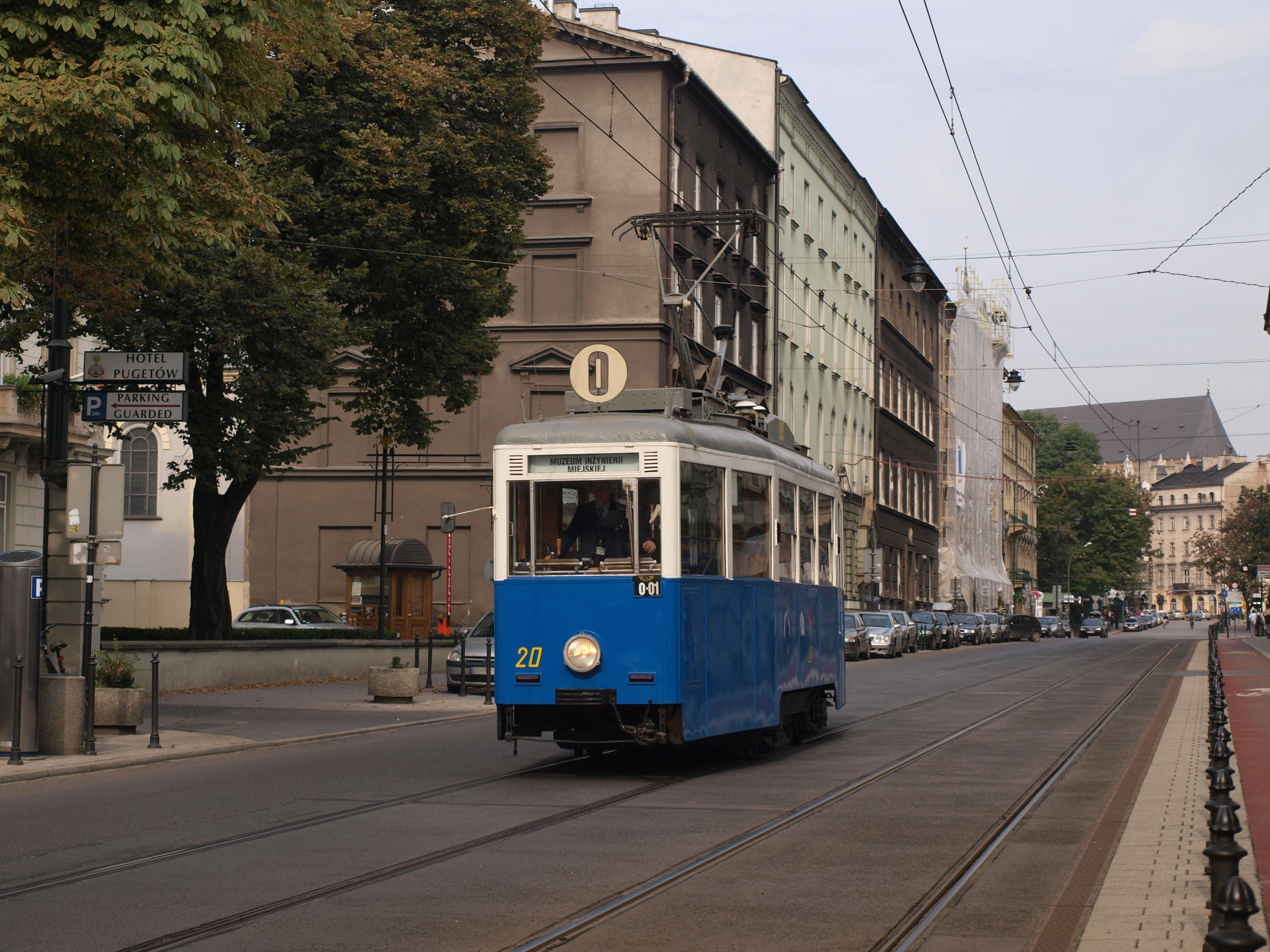
Konstal N kursujący w Krakowie od lat pięćdziesiątych

Zniszczone mosty na Wiśle podzieliły sieć tramwajową na dwie części: większą północną oraz mniejszą południową. Niestety większość wozów normalnotorowych znalazła się w tej drugiej części, która na dodatek bardziej ucierpiała. Wskutek braku materiałów, które zostały wywiezione przez Niemców, naprawy jednych odcinków realizowano kosztem innych, byle uruchomić chociaż niektóre relacje. Pierwsze tramwaje w wyzwolonym Krakowie wznowiły kursowanie 17 lutego 1945 roku, po ponad miesięcznej przerwie, pokonując trasę od zniszczonego Mostu Piłsudskiego, przez Rynek Główny do dworca. 21 lutego cała sieć wąskotorowa była już przejezdna. W kwietniu przystąpiono do naprawy sieci trakcyjnej w Podgórzu.
III Most, którym dotychczas kursowały tramwaje między Podgórzem a resztą Krakowa, był poważnie zniszczony i jego szybka odbudowa w warunkach wojennych była niemożliwa. Dużo mniejszym zniszczeniom uległ Most Piłsudskiego, którego brakujący fragment został prowizorycznie załatany przez saperów drewnianą wstawką. Nie nadawała się ona jednak do prowadzenia ruchu tramwajowego, lecz pomimo tego na moście ułożono tymczasowy tor oraz sieć trakcyjną, po którym przerzucono na północny brzeg część wagonów z Podgórza. Przeprawa ta została później wyznaczona jako pierwsza do generalnej naprawy, lecz mimo to oba fragmenty sieci dalej nie mogły być połączone bez dodatkowych prac. Choć na moście leżał tor podwójny ułożony w 1932 roku, nie miał on połączenia z torowiskiem na ulicy Kalwaryjskiej, zaś od strony północnej docierał do niego jedynie tor wąski. Najbliższy odcinek toru normalnego kończył się na ulicy św. Gertrudy, dlatego podjęto decyzję o jego przedłużeniu w kierunku Podgórza. Aby nie odciąć sieci wąskotorowej od zajezdni na Kazimierzu, w ciągu ulicy Krakowskiej zastosowano tor trójszynowy o podwójnym rozstawie: 900 i 1435 mm. Uroczystego otwarcia dokonano 27 października 1946 roku. Odbudowa III mostu została zakończona dopiero w 1948 roku. W tym samym roku, 26 marca, na ulice miasta wyjechały pierwsze tramwajowe linie nocne: najpierw trzy, a później pięć.
Dużo wolniej przebiegały prace projektowe nad nowymi odcinkami. Latem 1946 roku pojawiły się pierwsze oficjalne głosy usunięcia tramwajów z rynku, co wiązałoby się z koniecznością dokończenia obwodnicy tramwajowej wokół Starego Miasta. Z wykorzystaniem przedwojennych planów w 1947 roku rozpoczęto rozbudowę podgórskiej zajezdni. Powstała wtedy m.in. istniejąca do dziś hala napraw. Po prawie dekadzie zakończono również ostatecznie budowę torowiska na Grzegórzki, które kończyło się na ul. Grzegórzeckiej za dzisiejszym wieżowcem Błękitek. 14 grudnia 1949 roku oddano do użytku przedłużenie torowiska z ulicy Lubicz do mostu na rzece Białucha. Austriacki fort Lubicz został zburzony, a na jego miejscu wybudowano rondo. Do nowej końcówki kursowała linia nr 5. 7 listopada 1950 roku oddano do użytku odcinek z Łagiewnik do Borku Fałęckiego o długości 2120 metrów. Był on wyjątkowy, gdyż jako jedyny nie trzymał się założeń projektowych dla sieci normalnotorowej, jakie przyświecały urbanistom pół wieku wcześniej, jako że posiadał tylko jeden tor z mijanką. Na jego końcu zlokalizowano pętlę, a do jego obsługi skierowano pierwsze w mieście wagony SN5. Pod nazwą tą początkowo kryły się wagony Konstal N, jednak bardzo szybko zrezygnowano dla nich z dotychczasowej konwencji.
Jednocześnie rozpoczęto intensywne działania w kierunku ostatecznej likwidacji komunikacji tramwajowej na Rynku. Ostatecznie Miejska Rada Narodowa podjęła stosowną decyzję w tej sprawie latem 1951 roku. Między majem i czerwcem 1952 trwały prace przy węźle Poczta Główna, których celem było wyłączenie torowiska w kierunku ulicy Siennej. Ostatni tramwaj normalnotorowy przejechał przez rynek 27 czerwca po godzinie 21. Następnego dnia tramwaje pojechały już nowym torowiskiem przy ulicy Basztowej. Jednocześnie wąskotorową linię 2 przemianowano na 0 i skrócono do Plant, zaś linię 1 skrócono z Dworca Kolejowego do Kościoła Mariackiego, później do ulicy Grodzkiej, a później zlikwidowano. W ten sposób tramwaje pojawiały się na rynku jedynie rankiem i późnym wieczorem podczas wyjazdów na linię i zjazdów do zajezdni. Jesienią zapadła decyzja o likwidacji sieci wąskotorowej, która w swoim obecnym kształcie straciła na znaczeniu. 3 stycznia 1953 roku na pętli Cichy Kącik pojawili się pierwsi robotnicy, którzy rozpoczęli przekuwanie tego odcinka na tor normalny. Prace posuwały się systematycznie w kierunku centrum, zaś linia 0 każdego dnia kończyła bieg w innym miejscu. Ostatnie kursy wąskotorowych tramwajów w Krakowie zostały wykonane w grudniu 1953 roku. Zbędne wagony po zmianie rozstawu kół na 1000 mm wkrótce skierowano do innych miast: Elbląga, Torunia, Grudziądza i Bydgoszczy, gdzie służyły jeszcze przez 20 lat.
Dalsze lata przyniosły rozbudowę sieci tramwajowej głównie w Nowej Hucie, w związku z budową tam wielkiego kombinatu metalurgicznego, i Podgórzu. Pierwszą linię nr 5 łączącą Kraków z Nową Hutą, uruchomiono 7 listopada 1952 roku. W 1965 roku oddano do użytku nową zajezdnię w Nowej Hucie. W latach 60. władze centralne promowały jednak rozwój komunikacji autobusowej kosztem tramwajów i w konsekwencji w 1968 roku były w Krakowie 22 linie tramwajowe przy 44 autobusowych. 

## Lata siedemdziesiąte
Po okresie zastoju, w latach 70. XX wieku wraz z dostawami nowego taboru, począwszy od wagonów Konstal 102N, nastąpił ponowny rozwój sieci tramwajowej i uruchamiano nowe linie. Powstała wówczas koncepcja budowy Krakowskiego Centrum Komunikacyjnego. Miało ono obejmować istniejący już, ale przebudowany dworzec PKP, dworzec PKS oraz podziemną linię tramwajową z Ronda Mogilskiego do istniejącej już pętli przy Dworcu Towarowym. Pierwsze prace rozpoczęły się pod koniec dekady; powstał wtedy odcinek tunelu pod linią kolejową. Dnia 23 grudnia 1978 r. wydłużono linię tramwajową z Prokocimia do Nowego Bieżanowa.

## Okres kryzysu
Lata 80. spowodowały zahamowanie rozwoju sieci. Związane było to częściowo z powolną utratą popularności transportu zbiorowego na rzecz coraz liczniejszych samochodów. Ambitne plany z poprzedniej dekady zostały znacznie okrojone, a trwające już inwestycje przeciągały się z powodu braku pieniędzy. Na początku dekady rozpoczęto rozbudowę sieci w kierunku północnym. Plan przewidywał poprowadzenie torowiska spod Dworca Głównego ulicą Pawią, przez istniejącą już pętlę Dworzec Towarowy, osiedle XXX-Lecia PRL (ob. Krowodrza Górka) do dzielnicy Azory, wraz z budową nowej zajezdni przy ul. Łokietka. Udało się ukończyć jedynie środkowy odcinek trasy Dworzec Towarowy–Krowodrza Górka oddany do użytku 5 listopada 1984 roku. Na obu pętlach zostały zabudowane wyloty torów zarówno w kierunku południowym, jak i północnym, lecz ostatecznie nigdy nie zostały one wykorzystane. Prace przy zajezdni zostały przerwane niebawem po rozpoczęciu.
Dwa lata później zlikwidowano torowisko wzdłuż ulicy Lubomirskiego oraz pętlę Dworzec Wschodni z zamiarem budowy kolejnych odcinków tunelu. Z powodu kryzysu gospodarczego prace zostały przerwane. 
Inną anulowaną inwestycją było planowane od 1910 roku połączenie centrum miasta z Prądnikiem Czerwonym. Tramwaj miał łączyć istniejące już pętle Cmentarz Rakowicki i Mistrzejowice, jadąc ul. Noworadomską do Lublańskiej, stamtąd kierując się do cmentarza w Batowicach i przez nieużytki do Mistrzejowic. Podczas budowy ulicy Strzelców pozostawiona została odpowiednia rezerwa terenu, a nowy most drogowy nad Sudołem Dominikańskim posiadał dodatkowy pas na położenie wydzielonego torowiska. Ostatecznie 21 grudnia 2020 roku podpisano umowę na realizację koncepcji, zakładającej budowę linii tramwajowej w ciągu ul. Meissnera i Dobrego Pasterza w kierunku pętli Mistrzejowice, o długości około 4,5 km. Docelowo ma ona zostać zrealizowana w ramach Partnerstwa publiczno-prywatnego, z docelowym ukończeniem inwestycji przewidzianym na rok 2024. Na rok 1991 przewidywano również uruchomienie tramwaju do Kurdwanowa, ale i ten plan został anulowany.

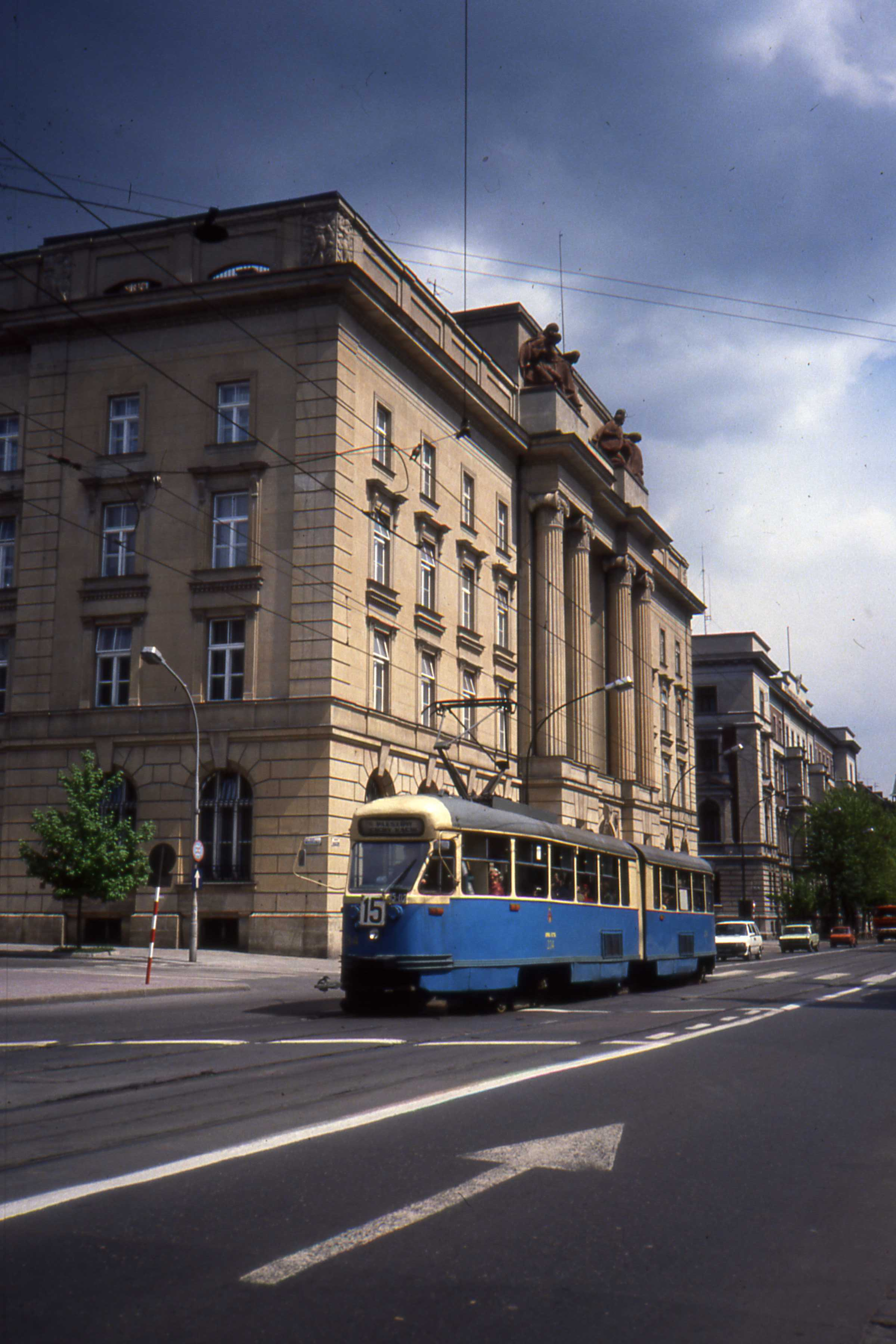
Po wieloletnim kryzysie zarówno stan infrastruktury, jak i taboru pozostawiał wiele do życzenia; na zdjęciu Konstal 102Na na ul. Basztowej w 1991 roku

Mimo braku pieniędzy, miasto próbowało kontynuować rozpoczętą w latach 70. budowę metra, która jednak posuwała się bardzo powoli. Do roku 1989 zdołano oddać w stanie surowym jedynie stację pod przebudowywanym w tym samym czasie Dworcem Głównym. Inwestycja pochłaniała i tak skromne środki, przez co miasto nie było w stanie sfinansować bieżącego utrzymania sieci. Na początku lat 80.:
- połowę taboru stanowiły przestarzałe i sprawiające coraz więcej problemów tramwaje typu N, które wymagały natychmiastowej wymiany,
- brakowało ponad 200 motorniczych, którzy woleli bardziej komfortową pracę kierowców autobusów – z braku pracowników wiele kursów było odwoływanych, co dodatkowo pogarszało wizerunek komunikacji,
- wiele torowisk było budowanych najniższym kosztem. Doraźne remonty nie były w stanie przynieść znaczącej poprawy – konieczna była gruntowna modernizacja całych tras.

Dostawy wagonów Konstal 105Na pozwoliły na wycofanie z ruchu w 1988 roku wagonów typu N. Jednocześnie, MPK Kraków dokonało wymiany z Gdańskiem kilku wagonów Konstal 105N w zamian za starsze, ale bardziej niezawodne 102Na. Przez kilka lat po mieście kursowało także kilka eksperymentalnie przebudowanych wagonów Konstal 105NT wyposażonych w rozruch tyrystorowy zaprojektowany przez pracowników Akademii Górniczo-Hutniczej. Brak części zamiennych spowodował jednak, że zostały one wycofane z ruchu liniowego w latach 90. W ramach prób poprawy stanu infrastruktury w 1984 po raz pierwszy w Polsce zastosowano tzw. technologię płyty węgierskiej podczas remontu ul. Kalwaryjskiej, gdzie trwałość torowiska oceniano na 20 lat. Niestety, po pewnym czasie okazało się, że wykonawca dostarczył płyty o złej jakości, które były wygięte na końcach ku górze, powodując „bujanie się” sztywnych tramwajów dwuosiowych. MPK wygrało proces w tej sprawie przed międzynarodowym sądem arbitrażowym, ale torowisko pozostało, gdyż wada nie zagrażała bezpieczeństwu ruchu tramwajowego.
W 1986 roku zlikwidowana została nocna komunikacja tramwajowa (wznowiona od 27 września 2012 roku), a także torowisko z Ronda Mogilskiego do pętli Dworzec Główny Wschód. Mimo opóźnień i braku rozpoczęcia faktycznych prac na tym odcinku, tory tramwajowe zostały zdemontowane dwa lata później.

## Przemiany gospodarcze

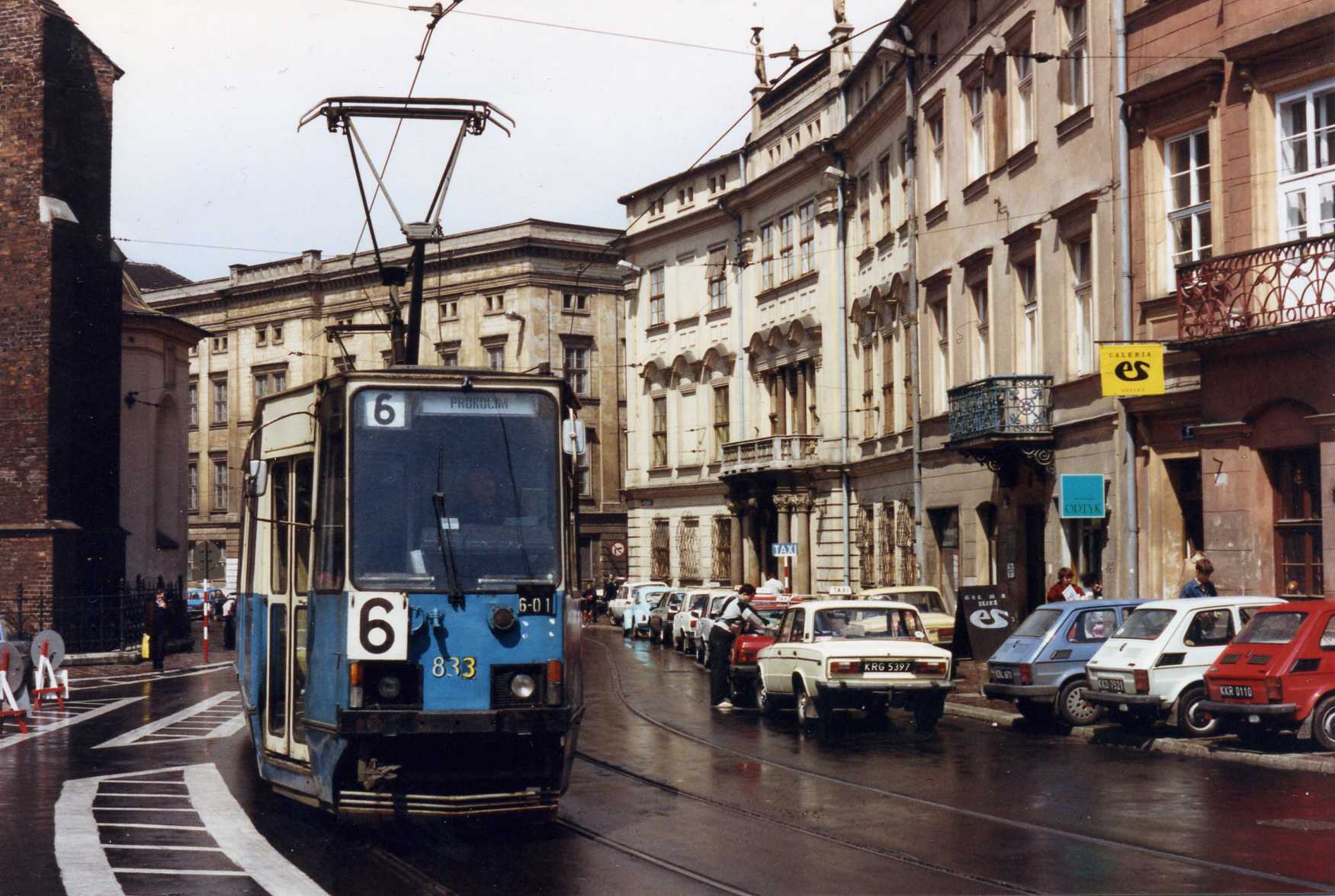
Krakowski Konstal 105Na w 1991 roku na ul. Franciszkańskiej

Pierwsze lata przemian gospodarczych były trudnym okresem dla krakowskich tramwajów. Z braku funduszy zarówno tabor, jak i infrastruktura prezentowały stan katastrofalny. Ujawniły się też problemy organizacyjne takie, jak przerośnięta załoga firmy i narastające żądania płacowe, co doprowadziło w 1990 do strajku generalnego, w wyniku którego stanęła cała miejska komunikacja. 14 listopada 1991 roku radni miejscy wprowadzili uchwałę zakładającą podział MPK na sześć niezależnych spółek prowadzących działalność na zasadach rynkowych:
- Miejski Zakład Transportu Sp. z o.o.
- Miejski Zakład Remontowo-Budowlany Sp. z o.o.
- Miejski Zakład Naprawy Autobusów Sp. z o.o.
- Miejski Zakład Naprawy Tramwajów Sp. z o.o. (organizator i prezes Marian Dudek)
- Miejski Zakład Sieci, Torów i Podstacji Trakcyjnych Sp. z o.o.
- Miejskie Przedsiębiorstwo Komunikacyjne Sp. z o.o.

Prowadzeniem przewozów i organizacją komunikacji miejskiej zajmowała się ostatnia z wymienionych spółek i tylko ona otrzymywała dotację z miejskiego budżetu w zamian za prowadzoną działalność. Dwie pierwsze spółki bardzo szybko uległy likwidacji, natomiast zakłady napraw pojazdów i utrzymania infrastruktury balansowały na krawędzi bankructwa. Spółka przewozowa dokonała głębokiej restrukturyzacji zatrudnienia, redukując liczbę pracowników administracji i zatrudniając dodatkowych kierowców oraz motorniczych. Dodatkowym problemem przemian gospodarczych był gwałtowny spadek liczby pasażerów spowodowany przez zmianę kierunków potoków pasażerskich i masowe przesiadanie się mieszkańców do własnych samochodów, którzy byli niezadowoleni z jakości funkcjonowania miejskiej komunikacji. Przewoźnik poszukiwał nowych źródeł finansowania, rozpoczynając sprzedaż powierzchni reklamowej na pojazdach oraz wprowadzając możliwość wynajmu tramwaju lub autobusu prywatnym osobom.
Dostawy tramwajów Konstal 105Na zostały definitywnie zakończone w 1992 roku odbiorem ostatnich zakontraktowanych sztuk. Aby ratować sytuację taborową, MPK rozpoczęło jako pierwsze w Polsce importowanie używanych wagonów z Zachodu. W 1989 roku do miasta trafiły pierwsze czteroosiowe wagony T4 z Norymbergi wyprodukowane pod koniec lat 50., lecz prezentujące wyższy poziom zaawansowania technicznego i będące w lepszym stanie niż rodzimy tabor. W początkowym okresie eksploatacji kursowały one po mieście w oryginalnym niemieckim malowaniu. Trzy lata później miasto rozpoczęło wstępne rozmowy z niemiecką firmą AEG w sprawie zakupu nowoczesnego taboru niskopodłogowego. Doprowadziły one do podpisania w 1997 roku umowy na dostawę pierwszych 14 wagonów, przy czym w przeddzień tego wydarzenia AEG zostało wykupione przez koncern Bombardier Transportation. Nowy tabor wyjechał po raz pierwszy na ulice Krakowa w 2000 roku.
W latach 90. wznowiono prace nad tunelem tramwajowym, budując odcinek pod ulicą Lubomirskiego. Pod koniec dekady pojawiła się koncepcja integracji sieci tramwajowej z kolejową i budowy tramwaju dwusystemowego, lecz skończyło się to jedynie na próbnych holowaniach wagonów tramwajowych do sąsiednich miejscowości. Zamiast tego, miasto zaczęło wdrażać projekt szybkiego tramwaju. W 2000 oddano do użytku pierwszy jej odcinek – trasę do Kurdwanowa.

## Czasy współczesne

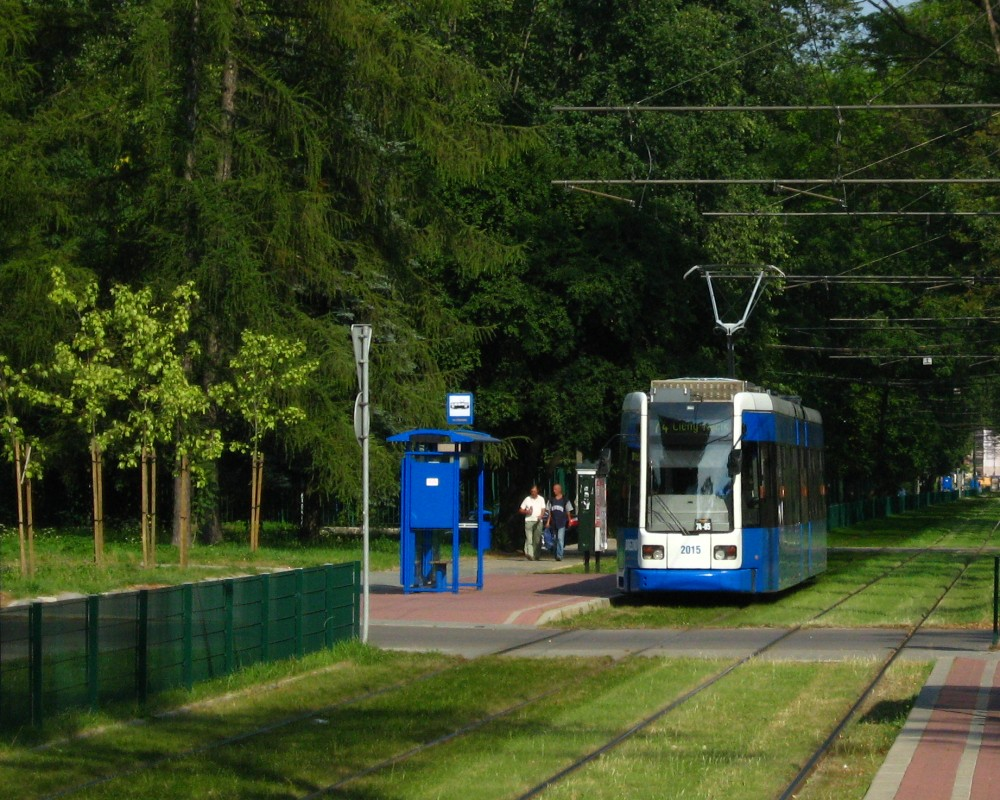
Bombardier NGT6 na wyremontowanym torowisku do pętli Cichy Kącik

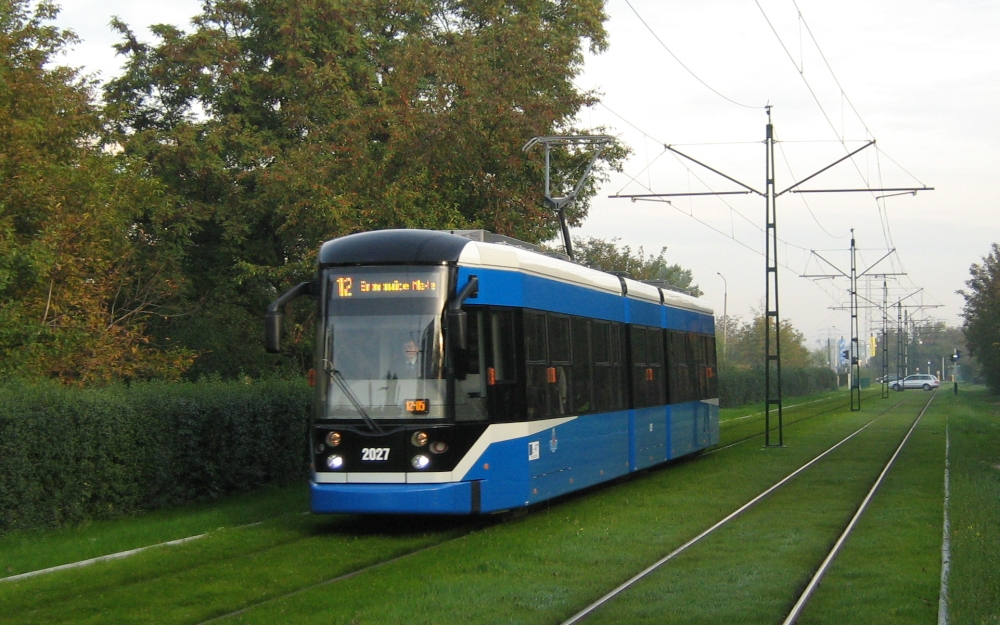
Bombardier NGT6-2

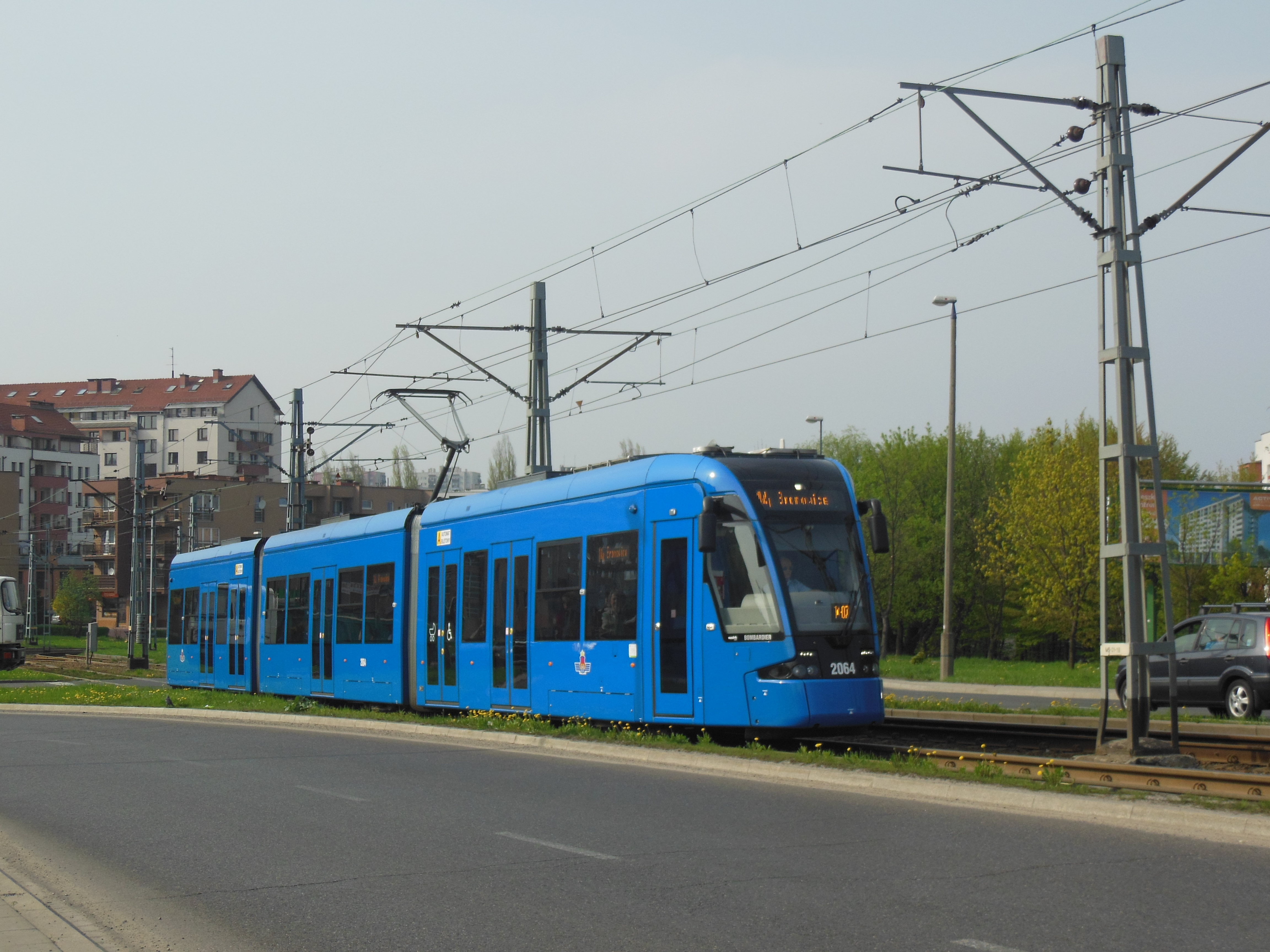
Bombardier NGT8

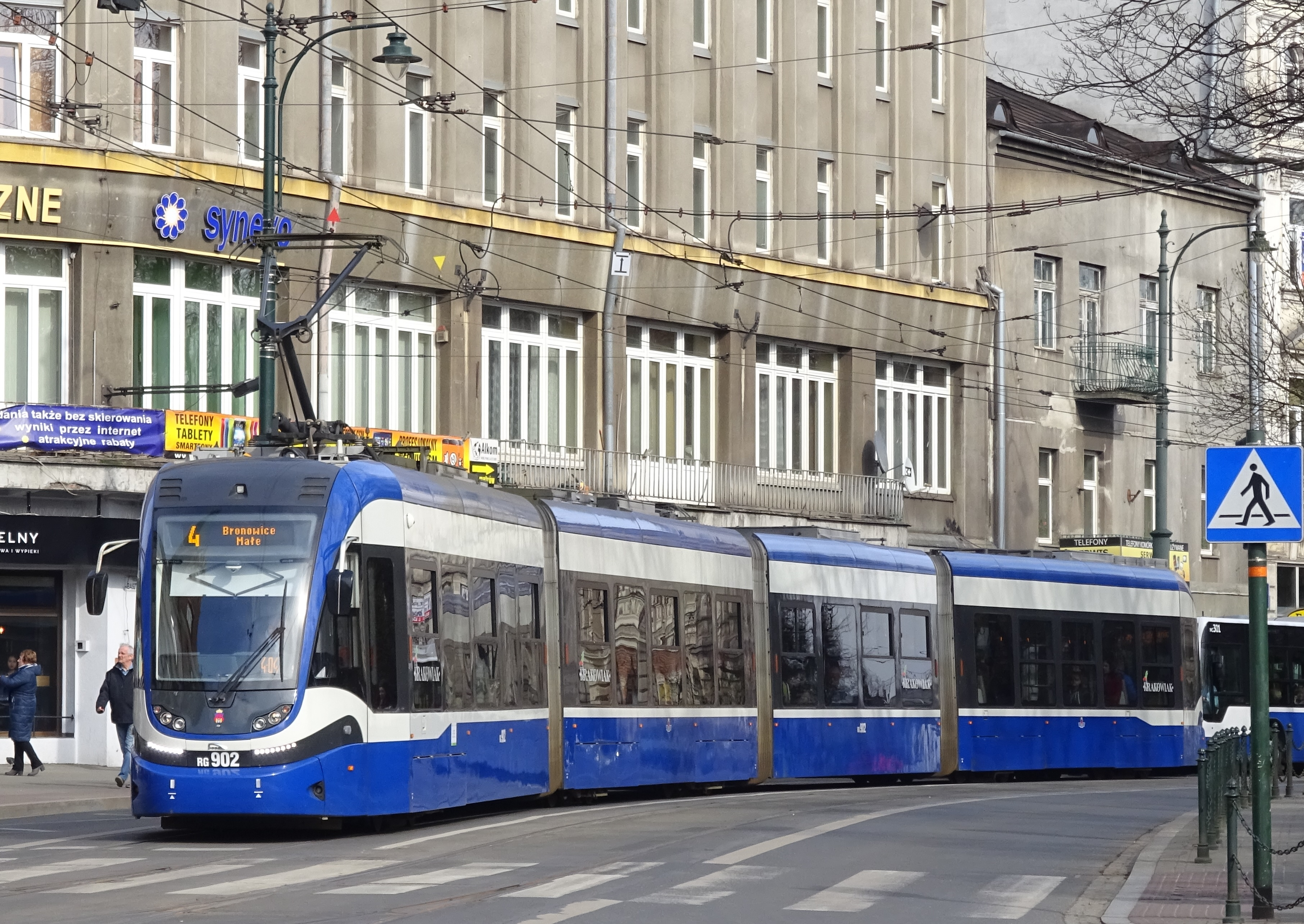
Pesa 2014N Krakowiak na linii nr 4

Lata dwutysięczne przyniosły szereg inwestycji w komunikację tramwajową. Dzięki napływowi środków unijnych znacznemu przyspieszeniu uległy generalne remonty infrastruktury torowej. Nowy wygląd zyskały m.in. trasy do Borku Fałęckiego, Kapelanka, torowiska w Podgórzu, trasa do Cichego Kącika czy Aleja Pokoju. W 2006 ułożono nowe torowisko wzdłuż ulicy Pawiej, a rok później, po generalnym remoncie trasy do Krowodrzy Górki, podłączono je do przebudowanej pętli przy Dworcu Towarowym. W tym samym czasie rozpoczęto remont Ronda Mogilskiego, przenosząc tory tramwajowe pod poziom jezdni oraz budując wylot tunelu tramwajowego. Następnie wyremontowana została linia wzdłuż alei Powstania Warszawskiego oraz Rondo Grzegórzeckie, gdzie dodatkowo stworzono zakończony ślepo wylot torów w kierunku Mostu Kotlarskiego i planowanego torowiska do Płaszowa.
We wrześniu 2008 prowadzone były prace przygotowawcze do uruchomienia pierwszej linii Krakowskiego Szybkiego Tramwaju obejmujące montaż elektronicznych tablic pokazujących na bieżąco oczekiwany czas przyjazdu tramwaju oraz systemu sterowania ruchem oraz sygnalizacją świetlną, która ma dawać pierwszeństwo tramwajom na wszystkich skrzyżowaniach. Trwały również prace wykończeniowe w tunelu tramwajowym. 11 grudnia 2008 otwarto do użytku tunel pomiędzy Rondem Mogilskim a przystankiem Politechnika, zaś dzień później wystartowała pierwsza linia szybkiego tramwaju 50. Przez kolejny rok trwały prace przy uruchamianiu systemu obszarowego sterowania ruchem, który na trasie pięćdziesiątki ma dawać tramwajom zielone światło na skrzyżowaniach. Budowa sieci szybkiego tramwaju jest w dalszym ciągu kontynuowana. 18 listopada 2010 roku udało się oddać do użytku torowisko do Płaszowa przez Most Kotlarski i ulicę Lipską. Po wybudowaniu estakady nad dworcem kolejowym w Płaszowie do ulicy Wielickiej skierowano na nią linię 50. 16 listopada 2012 roku zakończona została budowa torowiska tramwaju na osiedlu Ruczaj, będącego zalążkiem drugiego korytarza KST. Wcześniej, 29 grudnia 2011 uruchomiono pierwszy fragment tego torowiska o długości 1750 m do ul. Gronostajowej. W obu przypadkach otwarcia dokonywał prezydent miasta Jacek Majchrowski, a ruch planowy rozpoczynał się w dzień po otwarciu.
Od początku XXI w. z ulic miasta systematycznie wycofywany był tabor polskiej produkcji. MPK SA kontynuowało współpracę z koncernem Bombardier Transportation, który wygrał trzy kolejne przetargi na dostawę fabrycznie nowych tramwajów niskopodłogowych. Dostarczył w sumie 50 wagonów NGT6 i 24 NGT8. Drugi obszar polityki taborowej przedsiębiorstwa zakłada zakup i modernizację dużych ilości używanego taboru z zagranicy. Starsze wagony E1 i GT6 poddawane były jedynie niewielkim remontom połączonym z zabudową elementów elektronicznej informacji pasażerskiej (wyświetlacze, zapowiadanie głosowe) oraz automatów biletowych. Bardziej gruntowną modernizację po raz pierwszy zastosowano do dawnych wiedeńskich wagonów metra E6, gdzie zlikwidowano kabinę na jednym z końców pojazdu, dodano fabrycznie nowy człon niskopodłogowy, klimatyzację przestrzeni pasażerskiej oraz zmieniono wygląd ścian czołowych. Po kilkudziesięciu latach przerwy na ulice powróciły także wagony dwukierunkowe: pochodzące z Norymbergi N8S oraz z Düsseldorfu GT8S. Ich właściwości są wykorzystywane podczas remontów do obsługi odcinków, na których brakuje pętli. W 2011 roku zmianom uległy plany dotyczące wycofania z ruchu wagonów Konstal 105Na. Powodem był brak alternatyw dla 40-metrowych składów złożonych z trzech wagonów tego typu, które były wtedy eksploatowane na liniach 3, 4 i 24. Dlatego MPK SA w Krakowie rozpoczęło przygotowania do ich modernizacji polegającej na połączeniu trzech pojazdów w jeden 40-metrowy wagon z dwoma członami niskopodłogowymi. Pierwszy tramwaj typu Protram 405N pojawił się w 2012 roku.
Zakończył się projekt finansowany w ramach unijnego programu operacyjnego ZPORR, dzięki któremu po Krakowie jeżdżą 24 nowe Bombardiery NGT8, zmodernizowano torowisko na ul. Długiej.
9 sierpnia 2013 został ogłoszony przetarg na kupno 36 niskopodłogowych wagonów o minimalnej długości 39 metrów, a maksymalnej 43 metry. Po raz pierwszy przetarg wygrała polska firma – PESA, która zbudowała przystosowane dla Krakowa wagony Pesa Twist, pod nazwą Krakowiak o długości prawie 43 m. Tramwaje miały być dostarczone do września 2015 roku. Pierwszy z nich 28 czerwca dotarł do Krakowa. Ostatni został dostarczony 29 grudnia 2015, co pozwoliło na zachowanie unijnej dotacji w wysokości 80%, gdyż istniało ryzyko jej odebrania w przypadku niedostarczenia tramwajów do końca 2015 roku.
W maju 2017 roku, Zarząd Infrastruktury Komunalnej i Transportu podpisał z konsorcjum firm Intercor i Tor-Krak, umowę na projekt i budowę linii tramwajowej łączącej Krowodrzę Górkę z Górką Narodową połączonej z budową Trasy Wolbromskiej, która została ostatecznie uruchomiona 4 września 2023.
W styczniu 2018 r. ustalono częstotliwość kursowania linii tramwajowych na 7,5 lub 15 minut, przy zachowaniu częstotliwości linii 50 i 52 w godzinach szczytu równej 5 minut.
W listopadzie 2018 r. z powodu złego stanu torowiska wyłączono z eksploatacji trasę tramwajową wzdłuż ulicy Mrozowej do pętli Walcownia.
W marcu 2020 r. w związku z pandemią COVID-19 dokonano znacznego ograniczenia oferty przewozowej, zawieszając lub skracając częstotliwość kursowania zasadniczo wszystkich linii. Komunikacja nocna została początkowo całkowicie zawieszona, następnie w pierwszy weekend czerwca 2020 r. przywrócono ją w formie autobusowej, zaś w nocy z 17 na 18 lipca 2021 r. przywrócono kursowanie części linii tramwajowych nocnych.